# 德意志帝國海軍
德意志帝國海軍（德語：Kaiserliche Marine）是指存在於1871年至1918年期間德意志帝國的海上軍事力量。
德意志帝國海軍前身為普魯士主導的北德意志邦聯海軍，而在1871年統一建立德意志帝國後，首相奧托·馮·俾斯麥以「大陸政策」作為外交戰略，限制發展海軍與殖民地以避免同列強交惡，而1888年新皇威廉二世繼位，該人視德國發展海上力量為國家邁向世界強權的「世界政策」的核心，決心大力建設海軍。然而其因能力有限、不擅處理議會關係、軍政制度與戰略思想混亂等因素，德國海軍的發展仍停滯十年之久，直至1897年其任命阿爾弗雷德·馮·鐵必制為「國家海軍辦公室」國務秘書才有完整的建設計劃。鐵必制透過組織和操縱輿論，將海軍的發展提高到國家戰略利益，以「風險理論」作為建軍方略，旨將海軍主力艦增至同當時海上霸權的英國皇家海軍作戰、理論上能使其重創、難以維持日後霸權而懼戰之規模。隨著德國議會通過一系列《艦隊法》，德國海軍實現前所未有的爆發性成長，17年內自世界第五躍升至世界第二大規模，但與此同時也使英德關係急速惡化，更成為日後其加入與德國對立的協約國陣營的主因之一。
1914年8月，第一次世界大戰爆發，德國海軍計畫吸引英軍艦隊至黑尔戈兰岛一帶交戰，寄望透過當地潛艦和魚雷艇等輕型艦艇的伏擊來弭平後者的數量優勢，再以主力「公海艦隊」將其消滅取勝。然而與預想不同，英軍採遠距離海上封鎖而始終不進入德軍的伏擊圈，後者只得多次炮擊其沿海城市引誘之，但收效極小。另一方面，德軍潛艦在海上對英國船艦實施破交戰大有斬獲，但由於其採用對船隻不分國籍皆予以攻擊的「無限制潛艦戰」招致美國的抗議，為防止其加入協約國，德國一度停止。時至1916年，「公海艦隊」同以往出擊攻擊英國沿海，但卻遭遇後者主力艦隊「大艦隊」，因而爆發「日德蘭戰役」。儘管德軍在擊沉英軍船艦的數量與噸位較多，但其遭海上封鎖與後者的海上優勢現況並未被打破，德國海軍高層逐漸意識到潛艦戰是唯一能取得對英戰爭勝利的方式，故重新恢復「無限制潛艦戰」，也最終使美國對德宣戰。
由於長期受到海上封鎖，德國國內物資貧乏、飢荒與反戰活動逐漸升級，水兵長期被困守於港內、士氣渙散，陸戰情勢也嚴重惡化，海軍高層基於榮譽與爭取更好的和平條件，決定發動一次總攻，但威廉港與基爾港的水兵因此譁變，叛亂迅速蔓延成全國範圍的革命，德國的君主制瓦解，向協約國請求停戰。事後德軍殘存的主力艦被拘留於英港斯卡帕灣，為防止遭戰勝國瓜分，德國海軍士兵將艦隊全數自沉於港內。

## 歷史

### 早期發展

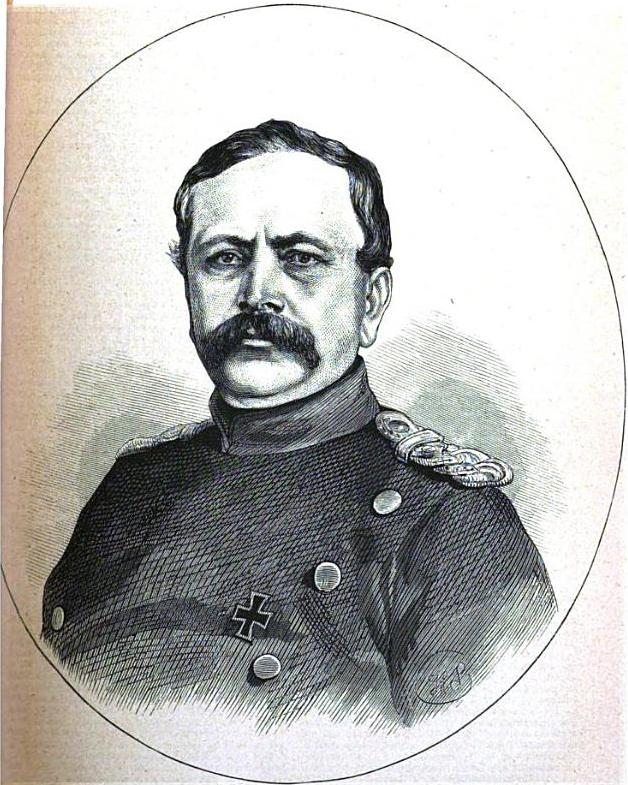
帝國海軍首任領導人阿爾布雷希特·馮·施托施，儘管其將海軍定位為陸軍的附屬，仍大力建設新艦、發展本國軍工業、培養海軍人才和引入教範，使德國海軍走上現代化之路，然而其高速發展下亦發生如「大選帝侯號鐵甲艦事件」此一惡性事件。

與西班牙、葡萄牙、荷蘭、法國、英國等國家相比，德意志民族發展海洋意識與海外經營時間很晚，其因地處歐洲中部、常淪為各民族的戰場，歷代德意志統治者皆著重發展陸軍，且其民族居住地僅北方瀕臨海洋，內陸人民難以形成海洋情節，加之自中世紀以來德意志各邦國呈分裂割據狀態，嚴重阻礙其經濟發展與建設，更無法經營海外利益。歷史上德意志曾有14世紀時由北部城邦組成的「漢薩同盟」，憑著強大的艦隊控制著波羅的海和北海近200年而盛極一時，但「三十年戰爭」使各邦國受到毀滅性打擊，其海上地位隨即被荷蘭和英國取代。18世紀後，德意志東北部的普魯士崛起，該國同樣以發展陸軍為重，長期忽視海軍的建設，直到1815年「維也納會議」中得到瑞典的6艘65噸小型炮艦，才使普魯士乃至於日後的德意志帝國海軍真正站上發展海軍的起點。1864年後，普魯士接連發起普丹、普奧和普法三場統一戰爭，儘管普丹戰爭中兩國海軍曾進行封鎖與反封鎖作戰的規模小衝突，但戰爭形勢依舊是陸上戰役決定，普法戰爭海軍更是幾乎沒有任何作用。1871年，普魯士統一各邦國建立德意志帝國，北德意志邦聯海軍改組為由普魯士國王掌握全權的德意志帝國海軍。然而帝國海軍因統一戰爭中的表現而地位低下，普法戰爭和約《法蘭克福條約》完全沒為海軍爭取任何利益、普魯士首相奧托·馮·俾斯麥拒絕將用於賠償的部份法國的賠償軍艦交給海軍，海軍1872至1888年期間的領導人由陸軍出身者擔任。
1872年1月1日，海軍領導機關為從普魯士的「海軍局」改組為「帝國海軍部」，首位領導人為阿爾布雷希特·馮·施托施中將，其將海軍定位為保衛海外僑民和貿易的工具，主張獲取海外基地（殖民地）以發展商業和輸出移民，為工業提供市場和原料產地。實務面上，施托施將普魯士陸軍教範與文化進入海軍，以陸軍的戰爭學院為樣板，在普魯士海軍學院的基礎上建立世界上第一所海軍學院——基爾海軍學院，培養海軍高級指揮人才、建立輪機軍官團與魚雷技術軍官團等專業部隊、為德國本國造船業打下基礎、改善基礎設施以降低對外國裝備的依賴程度等。在其領導下，德國於1883年有了世界上僅次於英法的世界第三大海軍，由於其貢獻，施托施被後人稱作「德國海軍之父」。然而在海軍高速發展的同時，施托施的政策同樣帶來部份弊病，如其任內1878年5月29日發生「大選帝侯號」鐵甲艦艦員因訓練與體制不完善使操作失誤，與「威廉國王號」相撞沉沒，共276名乘員死難；施托施也沒能解決海軍究竟要近海防禦還是遠洋任務的定位不明、軍備發展參差不齊等問題，加之與俾斯麥關係惡劣，最終於1883年辭職。
繼任施托施職務的是同樣陸軍出身的列奧·馮·卡普里維，後者認為德國與法俄兩國的戰爭不可避免，戰爭的勝負取決於陸軍，海軍則居於東西兩線中心點的位置，任務應限於保衛海岸線、防止敵軍近海封鎖與登陸等，若試圖建設一支龐大的遠洋海軍，勢必將犧牲未來戰爭中最重要的陸軍，因此對於艦隊的規模相當慎重。然而卡普里維也受到法國「少壯派」的影響，變成海軍既想建造可作為戰略進攻的主力艦，又欲發展巡洋艦攻擊敵人的海上貿易，對海外基地有所需求，一方面又重視魚雷的發展，要求建設魚雷艦隊，德國海軍陷入長達10年的混亂期。最終在其五年任期過去後，德國海軍的定位依舊維持近海防禦，偶爾派出小型巡洋艦或炮艇處理海外事務，但鐵甲艦的建造與技術基本停滯。適逢當時國內已蓬勃發展的海外貿易促成的殖民擴張主義，俾斯麥終於鬆動其反殖民主義，於1884至1885年順應歐洲形勢「非洲大獵」取得大量非洲殖民地，德國海軍也在維護海外利益方面發揮作用，如1888至1890年間在非洲鎮壓土著反抗其統治、1897年11月「膠州灣事件」中以艦隊和陸戰部隊佔領中國膠州灣，迫使清政府租借山東半島99年予德國。

### 《第九備忘錄》到「鐵必制計劃」

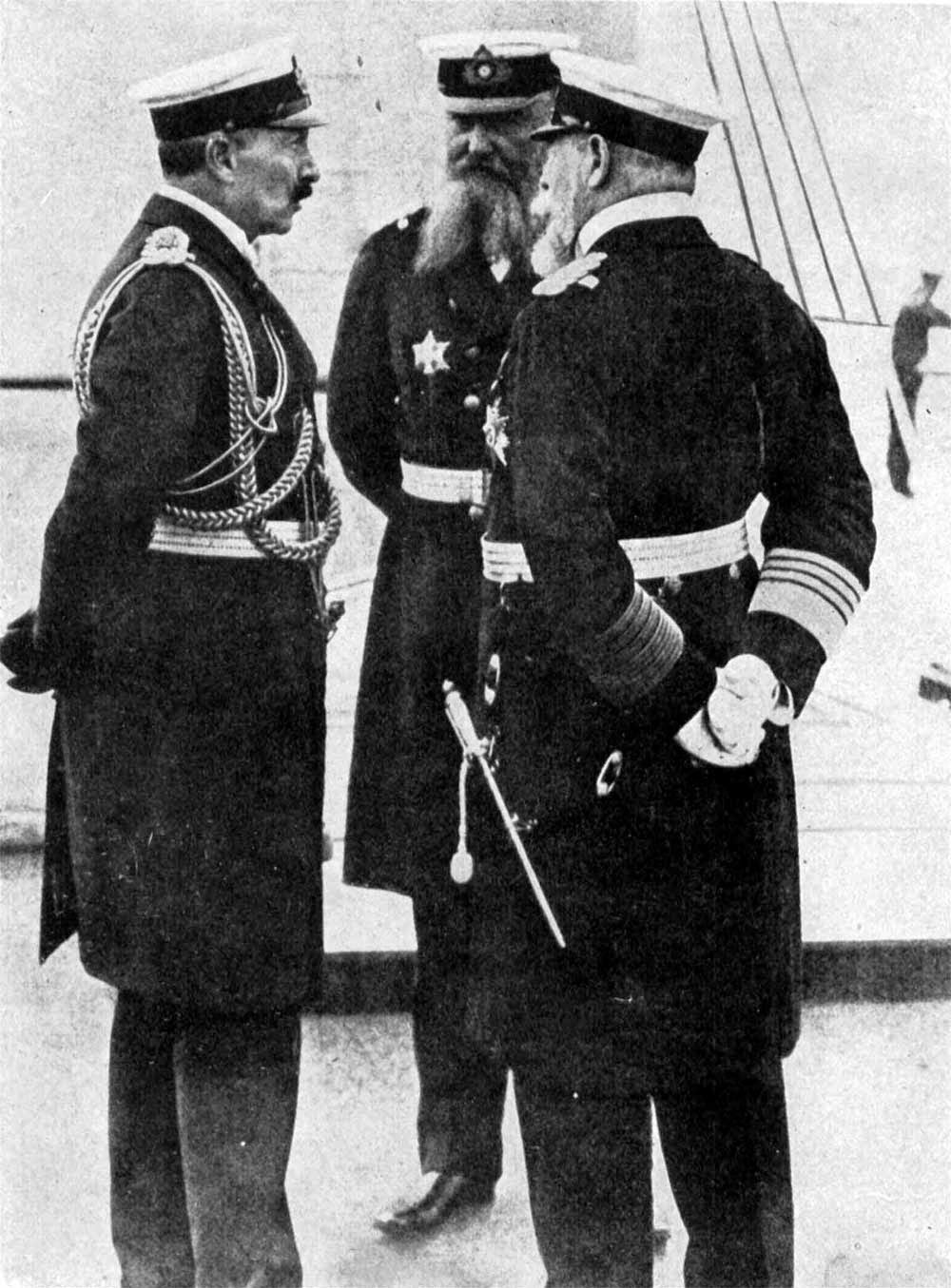
1910年的威廉二世、鐵必制和「公海艦隊」司令亨寧·馮·霍爾岑多夫。

1888年6月15日，威廉二世繼任德意志帝國皇位。威廉二世與以往的德國統治者不同，對海軍事務有相當廣泛的興趣，也是美國海軍思想家阿爾弗雷德·賽耶·馬漢的崇拜者，對後者的著作——《海權對歷史的影響1660－1783》深表認同，亟欲擴充海軍，並將德國國力的發展與眾多外交和社會問題歸咎為德國海軍實力的不足所致；威廉二世同時也有極強的虛榮心和急進功利的性格，對於整個國政有強烈干涉的欲望，因而分離自1871年來海軍部擁有的軍事調動權和行政權，卡普里維極力反對後被威廉所解職，日後又將其改組，使自己成為其中唯一的仲裁者（見下節）。除了威廉二世心繫海軍外，德國當時工商貿易蓬勃發展，帶動商業殖民與貿易利益追求、促成德國海外擴張的動因，且與英國在商業、殖民、外交場合出現摩擦，後者憑藉海上優勢也執行數次粗暴處置的外交事件，引發德國國內的仇英情緒與對海外利益缺乏保護的恐懼，以及應大力發展海軍的呼聲；此外德國因工商發展產生大量的中產階級，卻缺乏社會地位上升通道，而軍人具有特殊地位，在陸軍依舊以容克貴族為主的情況下，海軍成了中產階級的主要選擇，且發展海軍而興起的造艦可以滿足相關行業與工人的利益需求、又能一定程度上降低資產階級與無產階級的政治訴求、緩解社會矛盾。然而威廉二世對於建設海軍欠缺系統性計畫，選擇以巡洋艦還是戰艦為主的艦隊猶豫不絕，且德國在歐洲的處境日益困難，法俄聯合的陸上威脅也使得發展軍備重點被寄託於陸軍，此一狀態持續到1892年2月1日阿爾弗雷德·馮·鐵必制上任帝國海軍總司令部參謀長有所動搖。
1894年6月16日，鐵必制提出《第九備忘錄》，要點包含：一、海軍目標應追求戰略攻勢，需以殲滅敵方艦隊的形式掌握制海權才能獲得海上戰爭的勝利，仰賴巡洋艦戰爭或是其他手段是無用的；二、海戰不同於陸戰，必須對敵人海岸發動戰略攻勢才能使戰爭往勝利發展，仰賴戰略守勢必將陷入困難與失敗的境地；三、德國海軍必須有三分之一的兵力優勢來行使攻勢。《第九備忘錄》以法、俄、丹麥三國為假想敵，強調進攻、反對巡洋艦戰爭，但受到海軍中眾多巡洋艦戰爭派反對而未被接受，後於1896年初改任東亞分艦隊司令，直到1897年3月31日被召回任海軍辦公室國務秘書，並在1897年6月正式上任後提出新的建設計劃，被統稱為「鐵必制計劃」，其主要特點包括：
1. 以英國為假想敵：鐵必制在備忘錄指出英國為德國「最危險的海上敵人」，認為英國是德國最大的商業競爭者，兩國衝突不可避免，而為了對付該國，必須發展一定規模的海軍力量來作為一種政治權力因素，鐵必制曾斷言：「沒有一支艦隊，德國就拿英國的政策毫無辦法」[46]。設定英國海軍為敵也有其他方面的考量，若僅以法俄兩國為假想敵，其戰爭性質將以陸戰為主，導致海軍預算會被削減用於加強陸軍方面；另外由於英國曾在拿破崙戰爭中實施對丹麥艦隊預防性打擊的「哥本哈根戰役」前車之鑑，為防止英軍將處於成長期、正在所謂「危險地帶」（Gefahrenzone）的德國海軍扼殺於搖籃之中，鐵必制要求造艦活動低調行事、對全國範圍的反英運動也有所節制，處於既要能維持海軍的長期發展，又避免與英國過早爆發戰爭的狀態[46]。
2. 建立以戰艦為海軍發展的中心，強調海上決戰（Entscheidungsschlacht）來獲得制海權：只有戰艦組成的艦隊才能爭奪制海權，海軍主力艦隊應由數支戰艦分艦隊所組成，其他如裝甲巡洋艦、驅逐艦和魚雷艇則作為其支援保障力量[47]。
3. 風險理論：鐵必制提出該理論闡述德國海軍艦隊的運用方式，指出海軍應集中於「黑爾戈蘭島和泰晤士河之間」與英國海軍對峙，其實力足夠強大到與英軍與之交戰後必定蒙受重大損失，足以使英國將有喪失海上霸權、無法應付其他海軍強權（如法、俄、美、日等國）的可能，便會使英國進攻德國時將產生「風險」，形成一種威懾，迫使英國在一些重大利益上向德國讓步[47]。鐵必制對此的計算是德國海軍實力將為英國本土水域艦隊的三分之二，並且認為英國將基於全球保障海外領地的需要以及對抗海外法俄艦隊的威脅等原因而無法集中艦隊於北海對付德國，且一旦英軍艦隊對德國實施近岸海上封鎖，德國也能透過水雷、潛艦、魚雷和依託北海的有利地形消弭雙方實力的差距，對英軍封鎖艦隊實施沉重打擊[47][48]。

儘管「鐵必制計畫」存在諸多缺陷（見下節），德國海軍就此進入以其為主導方針推動海軍建設的「鐵必制時代」（Ära Tirpitz）。

### 英德造艦競賽

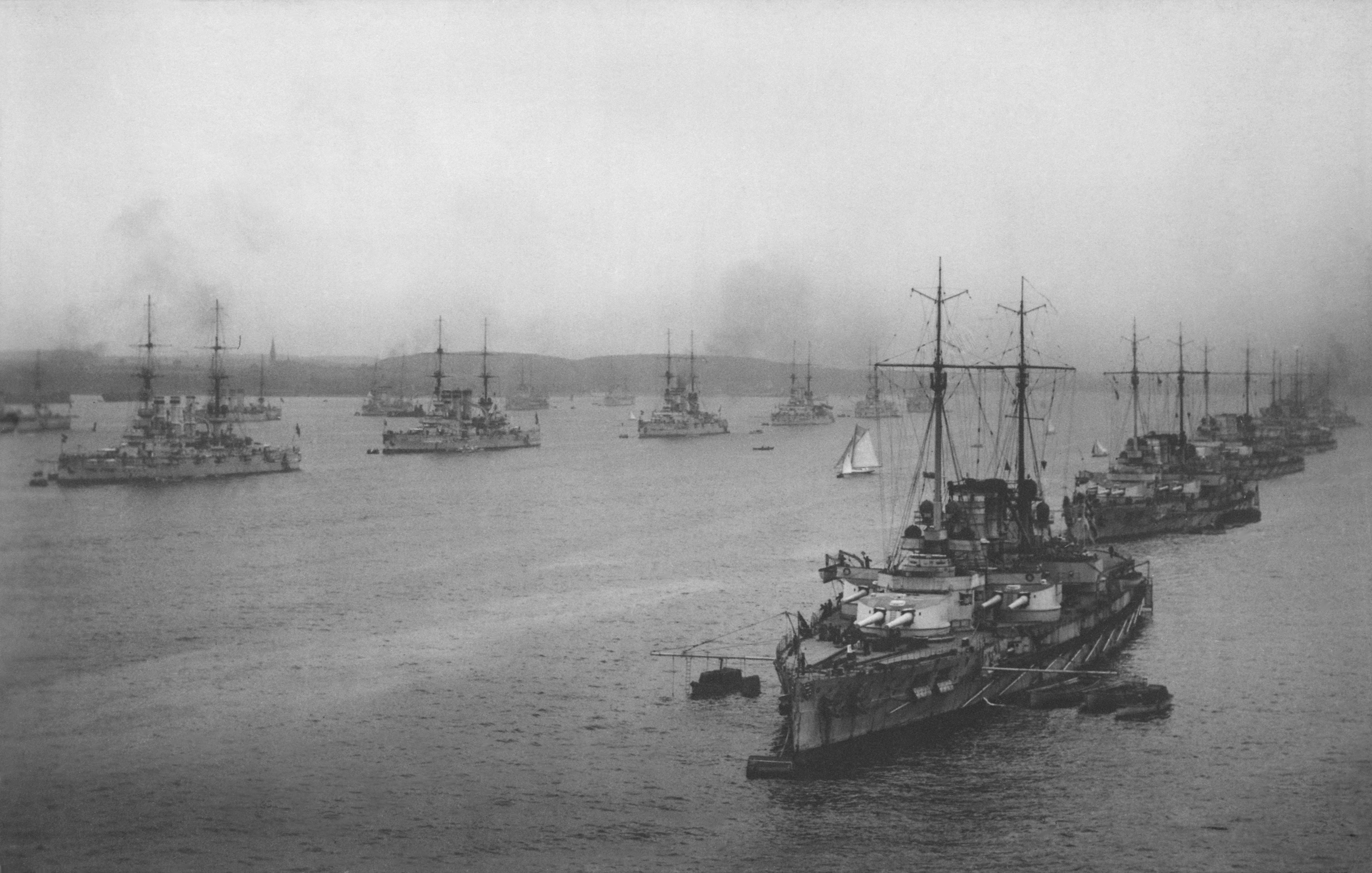
基爾港內的「公海艦隊」第1與第2戰艦分艦隊

鐵必制具備卓越的組織能力並深諳政治運作，憑藉皇帝的支持，其於海軍內部樹立絕對權威和政府各部門合作。同時，面對過去屢遭阻撓的議會，則採取更為靈活的應對策略。鐵必制發起了大規模的宣傳戰，廣泛動員民眾向議會施壓，具體手段包括：將海軍出版刊物由技術性雜誌轉為普及刊物，以提升大眾對海軍的關注與認識；在海軍辦公室內設立新聞署，以影響各大報紙與雜誌的輿論導向；邀請並僱用國內學者，如漢斯·戴布流克、馬克斯·韋伯等約 270 人，公開為海軍宣傳；此外，他還邀請工商界與政界要人參觀海軍，進一步擴大影響力。與過去皇帝或俾斯麥透過解散議會強行推動法案的做法不同，鐵必制選擇在公開場合維護議會的權威，同時透過利益交換、建立私交等方式來爭取議員支持。
在鐵必制的努力下，1898年3月28日，曾否決1896年海軍預算案的同一屆帝國議會通過了建造規模更大的《艦隊法》（第一次艦隊法），德國海軍將在1904年4月1日以前達到擁有一支19艘戰艦（編為2支各含8艘戰艦的分艦隊、1艘旗艦和2艘預備艦）、8艘裝甲岸防艦、12艘大型巡洋艦和30艘小巡洋艦，撥款4億8900萬馬克，預計建造戰艦7艘、大巡洋艦2艘和小巡洋艦17艘。鐵必制宣稱此案僅用於針對法俄海軍，而非英國，不過儘管建造的軍艦並不多，這卻是德國首次將海軍建設走向制度化，特別是規範軍艦的服役壽命（戰艦與岸防裝甲艦25年、大小巡洋艦則20與15年），以使海軍擺脫了以往在造艦事務上的隨性，變成有規劃的政策。1898年，美西戰爭爆發，西班牙被認為海軍實力太弱而大敗於美國。1900年1月，英國皇家海軍在非洲海域以藏有違禁品為由扣押德國郵輪，令後者國內群起激憤。上述事件加上鐵必制的宣傳戰卓有成效，使同年6月14日帝國議會再通過了第二次《艦隊法》，將海軍艦隊總數幾乎翻倍，作為戰力核心的戰艦分艦隊被擴充至4支，戰艦總數達38艘、14艘大巡洋艦。本次法案中沒有對建造費用設置上限，且在法案序言中指出針對所謂「世界上最強大的海軍國家」（英國）而來，並論述了「風險理論」，引起了英國的關注。1904年，由於作為假想敵的俄國海軍在日俄戰爭中遭受重創，英國海軍將傳統的「兩強標準」（Two-Power-Standard），從法俄轉為法德，英國國內也有發起預防性打擊、將德國海軍「哥本哈根化」的呼聲，引起後者國內的恐慌。
1906年12月31日，世界上第一艘「全重炮」戰艦「無畏號」於英國海軍服役，這是海軍發展史上的一個重大里程碑，其「無畏艦」設計使之前的所有戰艦一夜過時（被稱作「前無畏艦」），然而若德國建造「無畏艦」將直接暴露其挑戰英國海上霸權的意圖，且需對造船廠、運河、港口等設施進行改造、耗資不斐，若不跟進在鐵必制看來等於放棄自1897年來的所有努力。因此1906年6月15日，帝國議會又通過《艦隊法修正案》，將建造6艘大巡洋艦，以及撥款94億馬克用於建造「無畏艦」（一年2艘戰艦、1艘大巡洋艦）和升級改造各設施。1908年4月6日，又通過了第二次《艦隊法修正案》，將戰艦服役年限自25年下調至20年，以更快服役新型的「無畏艦」和大巡洋艦，並將一年建造3艘主力艦升至建造4艘（一年3艘戰艦、1艘大巡洋艦，但1912年以後降至2艘），這使英德在「無畏艦」造艦競爭下將只有5比4的微弱差距，引起了英國國內巨大的「海軍恐慌」，促使英國下議院於1909年3月29日決定建造8艘（4艘戰艦和4艘戰鬥巡洋艦）回應德國。
英德造艦競賽為德國財政帶來沉重的負擔，特別是建造「無畏艦」，德國在船艦設計和造船工業落後於英國，使造艦成本長期高於英國，海軍開支也從1906年的2億3340萬馬克升至1914年的4億7896萬馬克，上升105％，而英國僅增幅28％。同時海軍擴張帶來的財政赤字和1904年《英法協約》、1907年《英俄協約》等條約的簽署使德國的國際情勢日益嚴峻，長期支持鐵必制的首相伯恩哈德·冯·比洛見德國已在造艦競賽中已無追上英國希望，若戰爭爆發必將採取守勢，那不應繼續建造戰艦，而是潛艦水雷等守勢武器，要求其修改造艦計劃，以緩和英德關係、降低國防開支，並試著與英國達成某種海軍協議。儘管1909年6月一次會議中，鐵必制因有威廉二世的支持而繼續執行其計劃、比洛去職（特奧巴爾德·馮·貝特曼-霍爾韋格接任），但海軍擴張在德國內部的爭議越演越烈。1911年，「第二次摩洛哥危機」爆發，鐵必制再次利用戰爭危機推動建造法案，1912年6月14日帝國議會通過了第三次《艦隊法修正案》，使德國海軍預計將在1920年擁有41艘戰艦、20艘大巡洋艦，而英國同樣予以回應，決定德國每建造一艘戰艦，英國將會建造兩艘。然而「第二次摩洛哥危機」同樣使德國決策層認定戰爭迫在眉睫，而陸戰將會直接決定其結局，陸軍因此在首相的支持下重新獲得優先地位，海軍開支被大為收縮。
自鐵必制執掌艦隊建造計畫的1898年至1914年第一次世界大戰爆發前，德國海軍的規模爆發性的成長。1898年第一次《艦隊法》通過時，德國海軍總排水噸位僅18萬噸，而1905年增加兩倍，1909年增加三倍，1913年底增加四倍，達到90萬噸排水量；德國海軍於1900年超越義大利、1904年超越俄羅斯、1909年超越法國、1912年超越急速增長的美國，1914年成為世界上第二大海軍強國，儘管總噸位只相當於當時英國海軍的七分之三，但擁有15艘無畏艦與5艘大巡洋艦（戰鬥巡洋艦），而同一時間除擁有22艘無畏艦、9艘戰鬥巡洋艦的英國和10艘無畏艦的美國外，沒有一個國家擁有3艘以上的無畏艦。

### 第一次世界大戰

#### 巡洋艦戰爭至日德蘭海戰

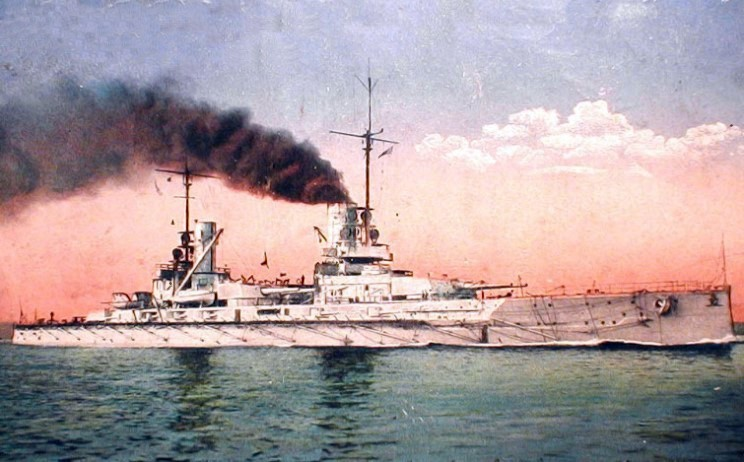
「公海艦隊」旗艦腓特烈大帝號

1914年8月，第一次世界大戰爆發，德軍主力艦隊「公海艦隊」自演習地回港，海外德軍巡洋艦隊則在不久後發起「巡洋艦戰爭」。馬克西米連·馮·斯比率領德國最大海外艦隊「東亞分艦隊」離開母港青島朝太平洋方向航行回國，在智利科羅內爾一帶海域與英軍「北美和西印度群島艦隊」遭遇，並擊敗英軍艦隊，此為英軍自1814年尚普蘭湖戰役敗於美國海軍後100年來首次重大失利，因而迅速增援戰鬥巡洋艦隊至南美。12月8日，雙方在福克蘭群島附近展開海戰，斯比艦隊幾乎被全殲，殘餘的小巡洋艦「德勒斯登號」則逃往印度洋獨自展開破交戰，至1914年底，除逃入鄂圖曼土耳其的一艘大巡洋艦和小巡洋艦、被協約軍封鎖於東非魯菲吉河、最終在1915年7月11日自沉的「柯尼斯堡号」外，德國海外巡洋艦艦隊已被完全消滅。
北海主戰場上，英德雙方於8月26日在赫爾戈蘭灣爆發開戰以來第一次的大型海戰，英軍「哈里奇分艦隊」與「第1戰鬥巡洋艦分艦隊」共擊沉德軍3艘輕巡洋艦和1艘驅逐艦，而自軍僅一艘輕巡洋艦受創。此戰令德國海軍高層原欲透過內線作戰消耗敵軍再行決戰的計畫在開戰僅20天就受到重創，威廉二世唯恐繼續損失軍艦，下令保持守勢和避免進行造成更大損失的作戰，更限制了沒有其命令禁止派出包括輕巡洋艦在內的主戰艦艇出海執行巡洋作戰。德軍因此將戰略改為「有限作戰」——以小股艦隊施行騷擾作戰、伺機削弱敵軍戰力，主要執行者為下轄德軍全部戰鬥巡洋艦部隊的「第1偵察集群」（司令弗朗茲·馮·希佩爾少將）。然而由於海軍避戰，比利時一戰線上的德軍屢屢受到英國艦隊的攻擊，為挽回顏面，「第1偵察集群」前去炮轟英國東岸城鎮，試圖誘出敵人艦隊（特別是戰鬥巡洋艦隊）進入設置好的水雷陣、潛艦或「公海艦隊」的火力圈，不過這種炮轟對英國人心理壓力遠勝過實際上所造成的破壞。
1914年11月3日，德軍艦隊炮轟英格蘭最東端福克郡的大雅茅斯港，返航途中其「約克號」因濃霧而錯過自軍標示雷區的浮標，觸雷沉沒；12月16日，希佩爾艦隊再度出擊，炮轟哈特爾浦、惠特比與斯卡伯勒，過程中一度出現大衛·貝蒂率領的無畏艦與戰鬥巡洋艦群差點進入占壓倒性實力的「公海艦隊」伏擊圈的情況，但「公海艦隊」司令腓特烈·馮·英格諾爾上將不願冒將艦隊停留於離本土過遠的風險而過早東撤，就此失去打破英軍艦隊數量優勢之機會，後來希佩爾趁著大霧還是將炮轟艦隊成功撤出。鑑於上次炮轟的成功，德方再度策劃下一波襲擊，透過航空偵查而選定打擊多格爾沙洲活動的英軍輕型艦艇，然而此時的希佩爾艦隊的行蹤因德國海軍密碼被破譯而在英軍掌握中，1915年1月24日，「多格爾沙洲海戰」爆發，德方裝甲巡洋艦「布呂歇爾號」被擊沉，而英方則為一艘戰鬥巡洋艦癱瘓無法行動。「布呂歇爾號」的沉沒使德皇憤怒地解除英格諾爾的職務，由胡戈·馮·波爾繼任。英德兩方最初的戰鬥巡洋艦決戰也到此結束。
自1915年初至1916年上旬這段約一年半的時間裡，除英德雙輕型艦艇偶有交火外，北海局勢並無什麼變化，然而在1916年1月18日，「公海艦隊」司令波爾因病辭職，其職務由赖因哈德·舍尔繼任，該人上任後採取積極的攻勢作戰方針。1915年，德軍在西線頂住協約國攻勢及在俄國與巴爾幹戰場上獲勝之餘威嘗試擴大戰果，西面展開具有決戰性質的「凡爾登攻勢」，而海上舍爾也展開攻勢作戰。2月23日，「公海艦隊」司令部提出《北海海上作戰綱要》，明確要求德國艦隊保有主動權，採取積極作戰，此案也受到德皇的首肯。舍爾計畫遵循以往誘出「大艦隊」部份兵力加以殲滅的方針，且讓潛艦扮演為較具進取性的角色。1916年4月24日，舍爾派出希佩爾艦隊炮轟雅茅斯與洛斯托夫特，但並未取得什麼成果。1916年5月31日，舍爾故技重施，派出「公海艦隊」91％的兵力北上進入丹麥近海的斯卡格拉克海峽，企圖獵殺英軍的小型艦艇，以吸引「大艦隊」進入舍爾佈下的潛艦伏擊圈，然而德軍的電報再度被英軍所破譯，「大艦隊」司令傑利科於是派出整支艦隊於5月30日前去攔截，其行動甚至早於「公海艦隊」的出航。
5月31日下午，英德雙方於日德蘭半島一帶開始交火，「日德蘭海戰」爆發，首先是希佩爾與貝蒂的戰鬥巡洋艦艦隊交手，隨後英軍「第5戰艦分艦隊」、「公海艦隊」以及「大艦隊」主力先後抵達，交戰後不久舍爾意識到英軍艦隊已充分展開，整支艦隊也暴露於其攻擊火網下，並有遭到包圍之勢，於是舍爾下令撤退，經過一系列複雜的戰術機動以及夜晚的來臨，舍爾終於逃離英軍艦隊的追剿，返回母港。這場「日德蘭海戰」是至今為止最大規模的海戰，英德雙方各投入151和99艘軍艦交戰，結果英軍共損失3艘戰鬥巡洋艦、3艘裝甲巡洋艦和8艘驅逐艦，德軍則損失1艘戰鬥巡洋艦、1艘前無畏艦和5艘驅逐艦，儘管英軍損失較大，但並未影響其維持海上霸權，依舊可以實施遠距離的對德海上封鎖，德國未能打破其困局。
鑑於日德蘭失敗的教訓，舍爾畏懼「公海艦隊」再度開進「大艦隊」的埋伏圈，喪失再度進入北海的熱情，也從此不再執行將整支艦隊投入單一行動的任務中。8月18日，舍爾再度派遣戰鬥巡洋艦去炮轟英國東岸的桑德蘭，在飛艇的航空偵查下，舍爾發現「大艦隊」再度傾巢而出，卻沒有中德軍佈下的潛艦伏擊圈，在舍爾的艦隊即將與英軍碰頭時，前者下令返航。日德蘭海戰後，海軍意識到德國僅能以潛艦擊敗英國，轉而將重心放在該兵種上。1917年夏，由於戰時物資短缺和士氣的低落，「公海艦隊」有數艘船自7月19日發生兵變，並持續數個月之久，為此舍爾派遣艦隊發動「阿爾比翁行動」，前往波羅的海奪取俄國里加灣的島嶼，隨後獲得的勝利也因此麻醉食不裏腹的德國水兵，使騷動暫時平息。

#### 潛艦戰

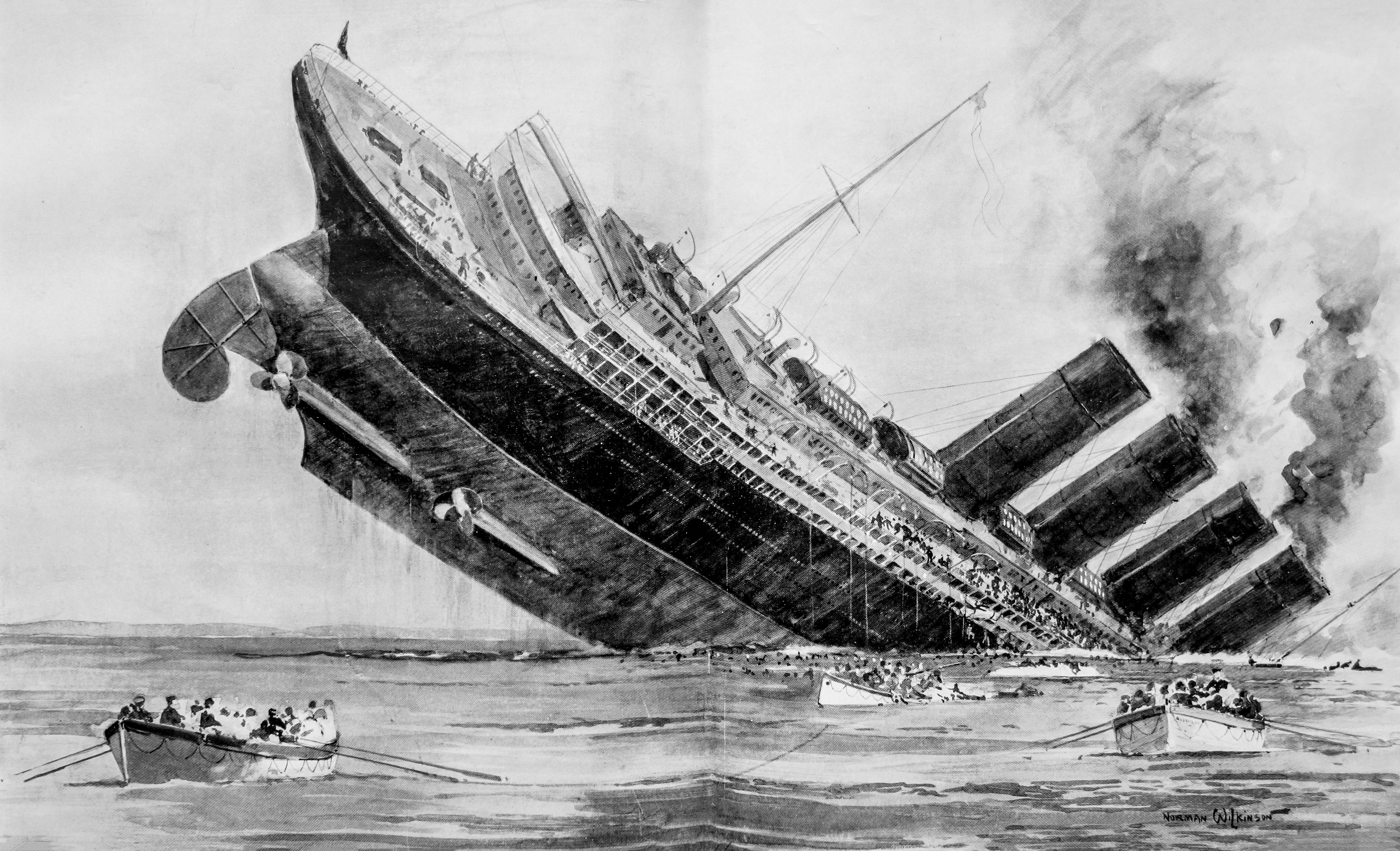
英國郵輪「卢西塔尼亚号」，於1915年5月7日被德國潛艦U-20盧西塔尼亞號擊沉事件，造成百餘名美國人遇難。身處中立國立場的美國原與英國有海上封鎖的矛盾，經此事件後徹底改變美國人的敵對方向。

1914年戰爭爆發時，包含英德在內的世界列強早在1909年時在倫敦簽署《倫敦海戰法規宣言》，規範諸如海上封鎖、捕獲和對應載有違禁品的商船之國際公法。英國選擇憑藉優勢海軍遠程封鎖德國本土，企圖藉此摧毀其戰時經濟，不惜違反倫敦宣言，於11月2日宣佈整個北海為戰區，任何開往德國的船艦都會受到皇家海軍的攔截，即使是中立國家的船隻也不例外，使處於中立的美國一時反英情緒高漲、施壓後者放鬆對德國的封鎖。德國則發起「巡洋艦戰爭」進行海上破交戰，但因收效甚微、改而將重心轉至潛艦，但又因顧及《倫敦宣言》而將目標限於「打破英軍的封鎖」。儘管德軍戰爭爆發時只有28艘潛艦（僅24艘可用於實戰），但其威力很快便有所發揮——1914年9月22日，奧托·韋迪根指揮的U-9潛艦在一小時內連續擊沉三艘英軍巡洋艦，造成英軍1,135人喪生。然而直到1915年初，德軍潛艦僅擊沉英國10艘運輸船，共約20,000容積總噸。
時至1915年，交戰雙方認知到戰局將轉為持久戰，德國「公海艦隊」坐困港內、海上封鎖又造成包括糧食在內的物資短缺，新任公海艦隊司令波爾決心改以潛艦發動對英國的海上破交戰。1915年2月4日，德軍宣佈展開無限制潛艦戰，英國週邊水域將劃為戰區且不保證中立國船隻的安全。根據《倫敦宣言》的《捕獲法則》，對於中立國船隻，軍艦必須將其停止後派人檢查船上物資是否有違禁品，有則可予以扣押，但需保障船員安全離艦，再予以擊沉。然而實務面上，受限於潛艦空間狹小而不可能收容多餘艦員，且盤查手續將喪失潛艦特有的隱蔽性優勢，技術上從潛望鏡識別船籍也非常困難，因此最佳選擇是不加警告直接擊沉。德國海軍在波爾發動潛艦戰後一星期便有7艘英國船隻被其擊沉，3月的四個星期內戰果上升到21艘計65,000噸，但其中英艦僅11艘22,000噸，另有6艘為中立國船隻。3月27日，U-28潛艦擊沉班輪「法拉巴號」、5月7日和8月16日又分別擊沉英國郵輪「卢西塔尼亚号」和「阿拉伯號」，各自造成數百名美國人的死傷。美國總統伍德羅·威爾遜發出措辭嚴厲的照會警告德國，首相貝特曼於8月28日保證中立國運輸船和客輪的安全，但海軍總參謀長古斯塔夫·巴克曼的反對，認為此舉無異於放棄無限制潛艦戰，巴克曼因此被貝特曼免職，改由亨寧·馮·霍爾岑多夫繼任總參謀長。然而9月9日，英國客輪「西方人號」又被U-20擊沉，威廉二世這才在9月20日批准停止襲擊客船的命令，潛艦只得按照《捕獲法則》行事。波爾則認為與其如此束縛手腳還不如撤出北海，因此德軍潛艦將重點轉至中立國船艦較少的地中海。

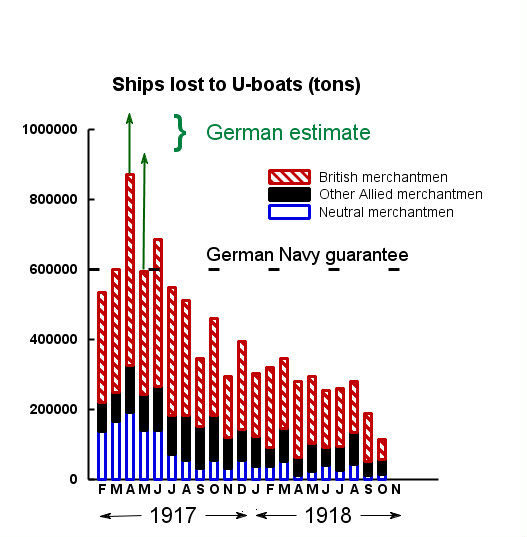
圖為德軍無限制潛艦戰的擊沉噸位統計，事實上只有兩個月份超過霍爾岑多夫估計應達到的60萬噸月擊沉量，而採用護航制度後德軍戰果急劇下降，美國的參戰更直接彌補英國在猶豫期間受到的巨大商船損失。

總計下來，1915年協約國和中立國的商船損失達636艘計119.2萬容積總噸，而英國的損失為74.8萬噸，但在同年英國和其帝國就建造130萬噸的貨船來彌補，其開戰之初的商船總排水量還高達1835.6萬容積總噸。1914年和1915年，德國分別損失5艘和19艘，並補充11艘和52艘潛艦，海軍建設的重點也轉移到潛艦生產上，一些諸如馬肯森級戰鬥巡洋艦等已下水的主力艦都停止施工。然而比起作戰成果，德國潛艦在美國保持中立時依舊造成後者200餘位國民的死亡，與受到盤查而物資遭其奪取、但不危及性命的英國海上封鎖大相逕庭，且協約國的大量物資需求逐漸流向美國，鼓舞其經濟景氣，令戰爭初期反英情緒日漸縮小，轉而抨擊德國潛艦的威脅。1916年1月，以鐵必制為首的無限制潛艦戰贊成派認為，美國已有對英國的封鎖感到不滿的傾向，是時候恢復針對英倫三島的潛艦戰，並以此組織反對派圍攻首相貝特曼。1916年2月23日，為配合西線的凡爾登戰役，德軍再度啟動潛艦戰，但與鐵必制所想的差距甚遠——只有武裝商船才能不加警告的擊沉，這種情況使鐵必制不惜以辭職作威脅要求威廉二世恢復無限制潛艦戰，但後者拒絕並出乎意料地接受其辭呈。1916年3月15日，擔任海軍大臣20年之久的鐵必制就此引退。儘管德國海軍極力避免重演「盧西塔尼亞號事件」，但在3月24日又發生法國郵輪「蘇塞克斯號」被UB-29号潜艇擊沉的事件，威爾遜又在4月18日威脅對德斷交，威廉二世只得再度重申遵守《捕獲法則》，但此時已是「公海艦隊」新司令的舍爾意識該法造成潛艦作戰低效與危險的問題，因此決定召回所有潛艦，於5月10日宣佈放棄潛艦戰。
6月初的日德蘭海戰後，德國海軍高層意識到，決定戰爭結果的已不是戰艦艦隊，而是潛艦，故潛艦封鎖再度恢復，但目標只限定於武裝船隻。由於潛艦已被作為建設重點，此時能投入兵力比1915年要多的多，達134艘，僅12月德國就擊沉154艘計48.7萬噸，1916年共擊沉1480艘，計282.2萬噸。然而至此英國長期封鎖的效果已逐漸顯現，德國被迫於1916年實施全面配給制。在此情形下，對於是否要解除對潛艦戰的限制，德國政府內部爭論激烈，軍需總監埃里希·魯登道夫致信給貝特曼：凡爾登戰役中法軍的反攻已使他認定德軍無法在地面戰事獲得勝利，唯一希望只剩下無限制潛艦戰，魯登道夫、霍爾岑多夫和新任的外交大臣阿圖爾·齊默爾曼成最強硬的無限制潛艦戰推動者，而在1916年12月德國提出的和平協議被拒絕後，連威廉二世也轉為其支持者。此時另有數項有利於發動無限制潛艦戰的條件：一、德國此時已有強大的潛艦艦隊，在役110艘潛艦，另外還有150艘在建；二、1916年秋季全球範圍穀物歉收，是德國發動潛艦戰於1917年餓死英國難得的機會；三、霍爾岑多夫從經濟學家赫爾曼·萊維等人處取得數據，提出一份備忘錄：潛艦戰有能力達到前4個月擊沉60萬噸、以後每月擊沉50萬噸商船的目標，這將使2/5的中立國商船不敢再前往英國，後者的航運能力將減弱至當前的39％，將會爆發勞工騷亂和飢荒，迫使英國在五個月內求和。這份「霍爾岑多夫備忘錄」（Holtzendorff memo）成德軍恢復無限制潛艦戰的關鍵，最終於1917年2月1日，德國宣佈重啟無限制潛艦戰。
1917年潛艦戰一重啟，德軍便達到霍爾岑多夫的目標，在頭四個月平均擊沉629,862噸的商船，之後兩個月又平均擊沉506,069噸，給協約軍沈重打擊，英國第一海軍大臣約翰·傑利科束手無策，並聲稱：「如果損失繼續這樣下去，我們將不可能繼續這場戰爭」。德軍的無限制潛艦戰頗有成果，但最終使德美斷交，再加上齊默爾曼電報事件，美國終於對德宣戰。美國以龐大的資源和經濟實力援助英國、彌補大量的船運損失，在歷經長時間的爭論和美軍的直接介入後，英國終於啟用護航制度。自1917年7、8月起，護航制度開始發揮作用，協約國船團損失率從10％降到2％，10月時更降到1％，至11月，德國擊沉總噸位降到戰爭初期水準的289,212噸。12月起，德國每個月被協約國擊沉8艘潛艦，而在2月無限制潛艦戰開始的三個月也不過就共損失9艘。1917年全年德軍共擊沉協約國614萬噸商船，潛艦也損失63艘。1918年上半年，大西洋戰役進入轉折階段，自5月後至德軍再也沒有擊沉超過20萬噸，而該年1至4月，德國又損失24艘潛艦，協約國在1918年戰爭最後的六個月的月平均損失僅為14萬噸，10月份僅9萬噸，同時其商船生產能力不斷提高，1917年共約損失600萬噸，而新造116萬噸，淨損失484萬噸，而到1918年則損失292萬噸，新建商船則到394萬噸，反增加102萬噸，德國透過無限制潛艦戰逼降英國的企圖至此已完全失敗。

### 停戰至自沉

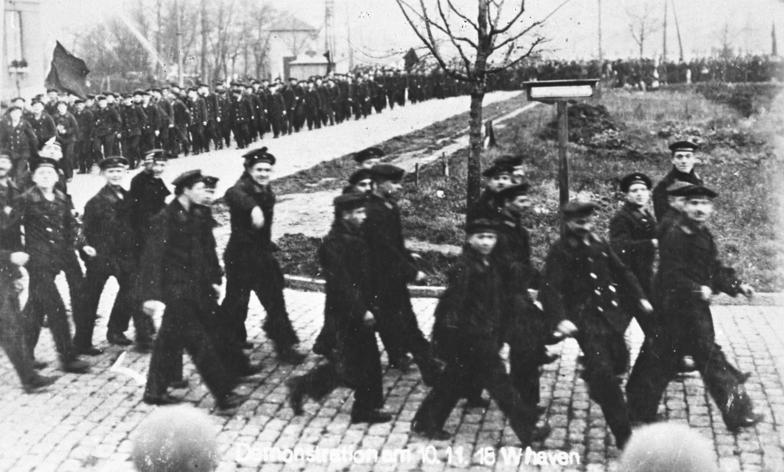
革命期間在威廉港進行示威遊行的德軍水手隊伍。

1918年9月，德國陸上戰事已全面惡化，盟國陸續與協約國談和。10月3日，馬克西米連·馮·巴登就任新首相，隨即向威爾遜請求停火，但後者堅持德方先停止「無限制潛艦戰」，因此舍爾於10月16日下令終止。然而，德國海軍高層並未放棄戰爭，於8月下旬還計畫「拱顶石行动」去佔領俄國喀琅施塔得和彼得格勒（後因巴爾幹戰場局勢惡化，東線部隊被迫南調而於9月27日取消），並聲稱「海軍無須停戰」。「公海艦隊」新司令希佩爾則制定「第19號作戰令」，計畫投入麾下全部兵力與英美聯合艦隊進行決戰。海軍高層希望透過此一行動挽回其聲譽與存在價值，然而士兵已得知正在和談，此計畫不僅無異於自殺，更會延長戰爭，便抗命和進行破壞工作。10月29日，「國王號」、「王儲號」和「大選帝侯號」的汽鍋煤氣管遭人浸濕和豎起叛變的紅色旗幟，「图林根号」、「黑尔戈兰号」和「皇后号」的軍官則報告士兵拒絕執行任務。海軍當局下令逮捕1000多名水兵，但暴動隨之升級，時至11月4日終於演變成大規模兵變，水兵們收集兩萬多支槍、組成士兵評議會，控制基爾港，不久暴動迅速蔓延到各主要港口；5日，叛軍已佔領呂北克、特拉弗明德，隔日又奪取漢堡，其後不來梅、庫克斯港、威廉港也陸續淪陷，叛軍也往內陸進發，各邦的國王、大公、市長皆被迫將權力交出，革命浪潮隨後迅速蔓延到全德國。
11月9日，德皇威廉二世對舍爾說道：「我已經不再擁有海軍」。11月11日，德軍與協約國代表簽署《康边停战协定》，標誌第一次世界大戰的結束。根據協定，「公海艦隊」必須開往協約國的拘留港口等待處置。11月15日夜晚，德軍小巡洋艦「柯尼斯堡號」帶著胡戈·莫伊雷爾少將為首的德國海軍5人代表團抵達斯卡帕灣，登上「大艦隊」旗艦——「伊莉莎白女王號」戰艦，與「大艦隊」司令戴維·貝蒂商討交付德國艦隊的事項。11月21日，「大艦隊」全體出動，押送由路德維希·馮·羅伊特中將指揮、集結11艘「無畏艦」、5艘戰鬥巡洋艦、8艘輕巡洋艦和50艘驅逐艦組成的「公海艦隊」核心兵力前往斯卡帕灣。抵達目的地後，船上只留下最低限度的維護人員，軍旗不得升起、水手也被禁止上岸，原先兩萬名的德國水手被減員至約5,000人，其餘皆遣送回德國，同樣命運的還有潛艦部隊，11月底至12月初，德軍被迫將176艘潛艦開至英國哈維奇向雷金纳德·蒂里特勳爵投降。11月28日，威廉二世宣佈廢除海陸軍對皇室效忠宣誓的有效性，這標誌著帝國海軍的歷史正式終結。
1919年1月18日，商討戰後處置的「巴黎和会」開始。5月6日。羅伊特已獲悉對德和平條約（即《凡爾賽條約》）第184條內容：「條約生效之日起，所有不在德國港口的德國水面艦都不再屬於德國，德國將放棄對它們的一切權利」，這直接表明斯卡帕灣的艦艇將沒有一艘能回到德國。如果德國政府簽署該約，「公海艦隊」的艦艇將合法歸屬於協約國，而如果拒簽則將重啟戰事，英國人就有理由以武力奪取這些艦隻。1919年6月16日，協約國代表將和平條約的最終版本交給德國代表，並勒令五天內簽字。由於羅伊特在閱讀6月17日的《泰晤士報》時漏看上面簽署期限被延長兩天的消息，決定在簽署期限的最後一天——6月21日自沉艦隊，以防英軍武力奪取。當天早上，負責看守「公海艦隊」的英國第1戰艦分艦隊司令西尼·弗里曼特爾中將率領艦隊主力外出操練。11點20分，羅伊特發出事先約定的「第11節，確認」信號，各艦開始實施自沉作業。弗里曼特爾聞訊後緊急返航，但已來不及阻止，六個小時後，整支「公海艦隊」都沉入斯卡帕灣，最後一艘沉沒的是服役僅僅兩年的「興登堡號」戰鬥巡洋艦，總計德國海軍共自沉15艘主力艦、5艘巡洋艦、30艘驅逐艦，共約50萬噸排水量，其價值估計近8億5600萬馬克，另有10名德國海軍官兵被慌亂的英軍士兵開槍擊斃、12人受傷。

## 組織

### 指揮結構

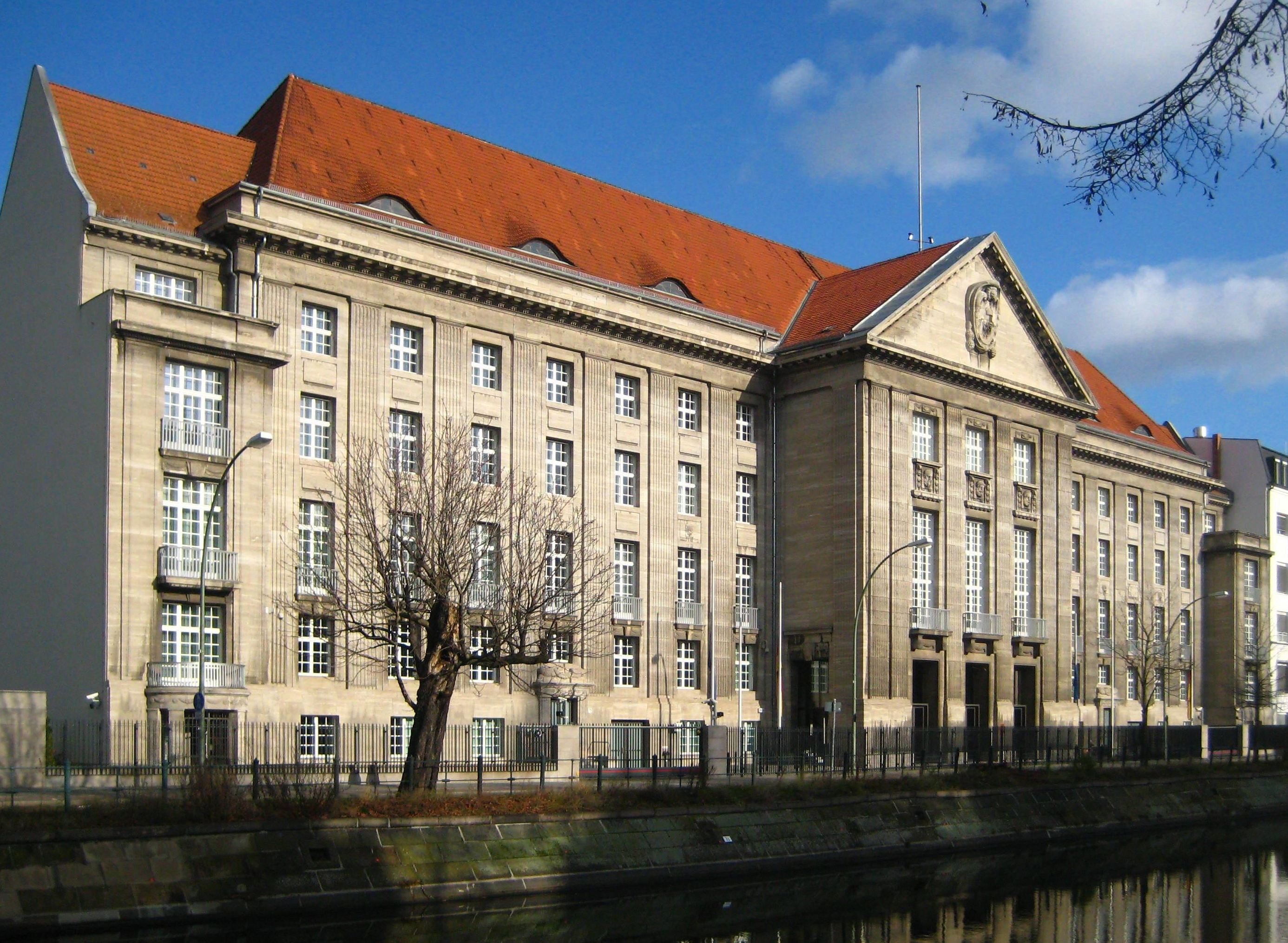
本德勒館，德國海軍「國家海軍辦公室」、「海軍參謀本部」與「海軍內閣」所在地。

德國海軍的指揮結構歷史上曾歷經多次改組，其1871年憲法第53條規定皇帝為海軍最高統帥，從組織到人事任命皆屬其管轄範圍，海軍有別於平時隸屬於各邦國君主、僅在戰時接受皇帝統一指揮的陸軍，某種程度上也是國家統一的象徵。德國海軍的第一個指揮機構為1872年成立的「帝國海軍部」，由海軍部長領導，直屬於皇帝。皇帝威廉一世與腓特烈三世所指派的海軍部長皆為陸軍出身，直到1888年威廉二世即位，至亞歷山大·馮·蒙特斯才有了首位海軍出身的海軍部長。蒙特斯於1889年去世後，威廉二世於同年3月30日解編「帝國海軍部」，另組「帝國海軍總司令部」、「國家海軍辦公室」以及「海軍內閣」，皆直屬皇帝而毋需對國會負責：
- 「帝國海軍總司令部」負責艦隊的戰術、戰略與佈署，至1899年3月14日改名為「海軍參謀本部」，相當於陸軍的「總參謀部」，但權力遠遠不及此，一般由30到35名軍官組成，在承平時期為皇帝提供諸如艦隊擴張、調動、分配等意見以及策劃戰爭計畫之諮詢，而不具備執行權與指揮權，戰時則也僅能透過對皇帝施加影響、在其首肯下發出命令。
- 「國家海軍辦公室」負責行政管理、決定建造何種軍艦和整編艦隊，直接對首相負責、向國會爭取預算與報告。
- 「海軍內閣」負責海軍軍官的晉升、任命、人事管理和向海軍部隊發布命令，主要就是協助威廉二世個人對海軍的管理。

除上述的主要機關外，威廉二世還創立獨立於三大主要指揮機構的直屬組織，如波羅的海與北海兩海軍站司令、「海軍教育總監」（Inspekteurs des Bildungswesens，1899年創建，1907年後併入「國家海軍辦公室」）、「海軍總監」、「第1戰艦分艦隊」司令（1907年2月後此地位由「公海艦隊」總司令所取代）、「東亞分艦隊」司令等，他們直接對威廉二世負責，也有著「謁見權」，能直接晉見皇帝本人。
由威廉二世所構築的多頭領導體制為德國海軍帶來極大的負面影響，由於缺乏如英國第一海務大臣之實權者，各部運行時常互相干涉，威廉二世雖為此體制下唯一的仲裁者與協調者，但其欠缺專業能力、足以應付龐大事務之精力、以及對相關事務應有的重視，並極度依賴親信、密友和私人顧問，海軍各部難以提出專業建言，有時重大決策上威廉二世僅憑個人喜好就草率執行，威廉二世更曾多次不顧指揮體制越級指揮。鐵必制是此一體制下的主要受益者，並鼓吹後者拆分海軍指揮機關，以使自己居於重要地位，然而鐵必制在實務上對於作戰與人事任免幾乎沒有發言權，其竭力建立的龐大艦隊除了仰賴一套粗略的威懾構想外，缺少具體的、具可操作性的進攻或防禦性計畫。
一戰爆發後，德國海軍諸多問題一一暴露，包括艦隊司令官幾無自主權、屢屢受制於威廉二世矛盾的命令、嚴謹的交戰規則和突發奇想的干擾、鐵必制獨斷實行的造艦方針造成諸如主力艦主炮口徑小於英國同級軍艦、追求數量均勢而忽略質量差距、新舊艦混編拖累整體艦隊戰鬥力等等。此外德國陸海軍缺乏協同，陸軍對於海軍提出攔截橫渡英吉利海峽的英軍提案至若罔聞，而艦隊內部除「公海艦隊」的作戰中對外，各軍事單位間也是相互隔絕，水面艦隊也從未認真考慮與潛艦協同作戰。1918年8月11日，舍爾、阿道夫·馮·特羅塔和馬格努斯·馮·萊費措夫三位海軍主要領導人以辭職相威脅逼使威廉二世精簡海軍結構，將各部權力整編在新設的「海軍戰爭指揮部」下，由舍爾出任部長（同時兼任海軍參謀本部長）、萊費措夫任其參謀長、特羅塔任公海艦隊參謀長，至此長久以來海軍分裂、有助於威廉二世個人指揮和使鐵必制當上海軍最高統帥權力結構終於被廢除。

### 情報部門

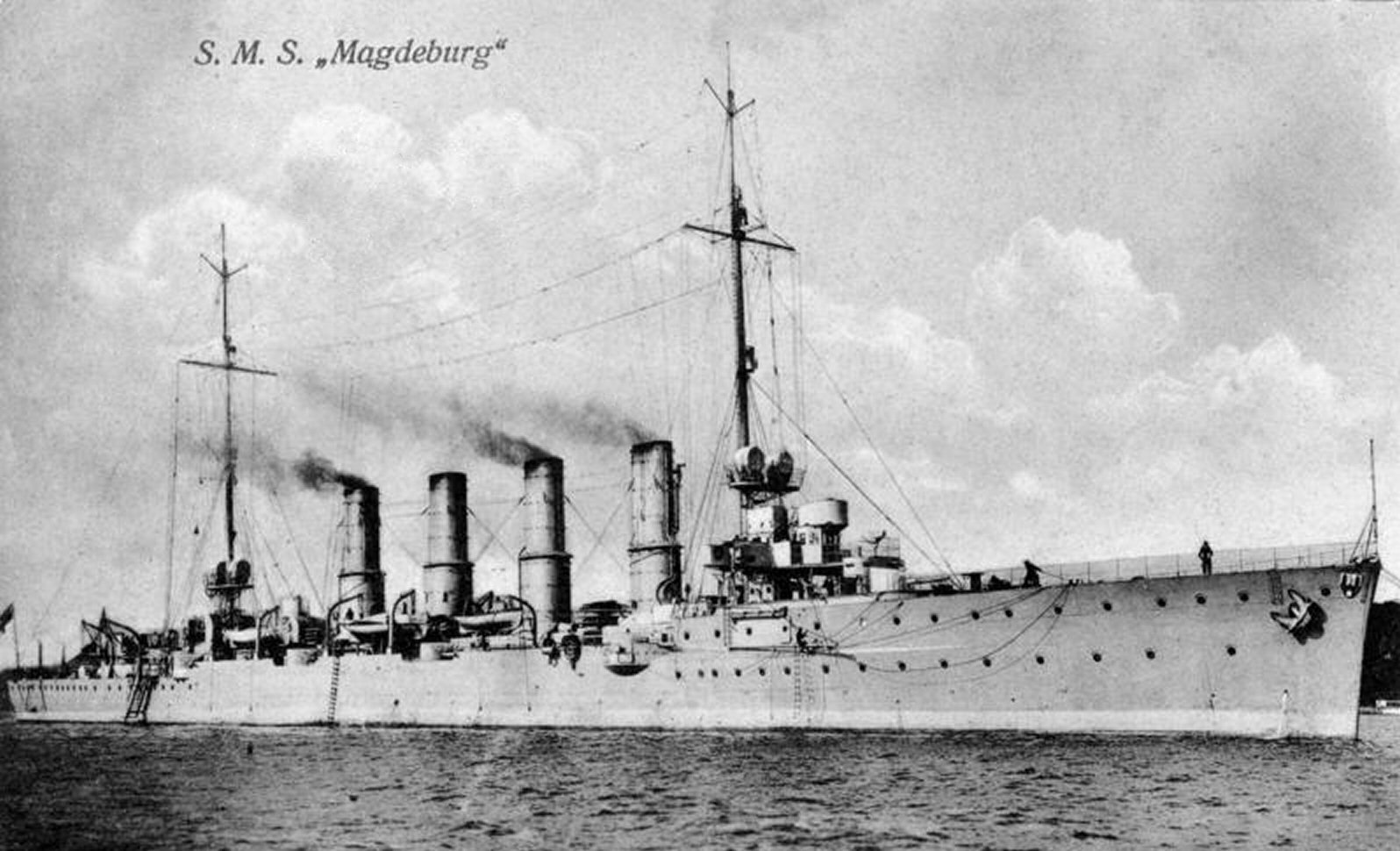
德軍在「馬德堡號」小巡洋艦遺留的密碼本被協約軍繳獲，其影響力幾乎橫貫整場大戰，令後者能破譯、多次伏擊德國艦隊，為一大情報失誤。

德國海軍的情報機構始自於1899年，當時新成立的「海軍參謀本部」需要設置自己的情報機構，時任參謀長的奧托·馮·迪德里希中將便借鑒陸軍總參謀部「3B司」的經驗，構思出海軍的情報運作組織，並於1900年2月27日向威廉二世商討建立該機關，後者雖予以批准，卻將此計畫交由鐵必制發配預算執行，而鐵必制本人出於權力鬥爭，不願其他機關取得足夠影響其計畫的預算，和干涉其部門——「國家海軍辦公室」的一切，故與迪德里希發生嚴重的摩擦，也並未同意撥出其預算，直到迪德里希再度上奏德皇，聲明蒐集英、美、法、俄等假想敵國的情報之重要性，威廉二世再度批准後，鐵必制才勉為其難的許可。1901年，「海軍情報局」（簡稱「N局」）正式成立，首任局長為亞瑟·塔普根中校。
「海軍情報局」的主要功能為收集其他各國海軍的資訊，其軍事情報員遍布全球：歐洲有200-299名；東非300-399名；西非400-499名；東亞500-599名；澳大利亞600-699名；美國西部700-799名；美國東部800-899名，包括美國中部和加勒比沿岸。1915年5月，海軍透過巴伐利亞皇家陸軍在魯貝設置的無線電監聽站成功破譯英軍巡邏艇的代碼，並在同年7月破譯英軍艦隊用代碼。同年春季起，亦可透過監聽英國方面的無線電通訊掌握其商船的動向。1917年起，德國海軍再破譯英法兩軍的海軍用密碼。上述的破譯工作主要出自维尔茨堡大学數學教授路德維希·福波之手。不過與「海軍情報局」的成就相比，德國海軍在保密能力的缺失與疏漏頗多，甚至有過之而不及。由於一戰爆發的1914年當時無線通信技術在實務上並沒有非常成熟，德國海軍參謀部對加密安全的警覺性不高，密碼本與表單偶爾才作更換。最著名的一個例子是1914年8月，德軍於波羅的海與俄軍交手，前者「波羅的海艦隊」的「馬德堡號」小巡洋艦最終擱淺，而俄軍從中繳獲一本密碼本，並將它送到英國，德國海軍的無線電通訊不久後被破譯，其影響力幾乎橫貫整場戰爭，包括日德蘭海戰。

### 基地與殖民地

德國海軍本土基地地圖

德國在地理上發展海軍的先天條件惡劣，相接的海域僅北海與波羅的海，前者深度不足，且德國面向該海域的翡翠灣又有廣布的沙洲、需要不停的疏浚，以防止淤泥囤積；波羅的海的港口北面為丹麥阻隔，需繞行近685公里的航程，雖有建於1784年的「埃德運河」連通兩海域，但運河僅29公尺寬、3公尺深，無法滿足19世紀後的技術需求。1887年6月3日，德國新建「威廉皇帝運河」開工，並於1895年6月19日通航，其寬22公尺、深9公尺，能讓德軍波羅的海艦隊能在16小時內通過以支援「公海艦隊」。1906年「無畏艦」革命後，「威廉皇帝運河」現行設計不足以使其同級的軍艦通過，1908年德國政府又撥款2.23億馬克拓建，1907年至1914年又擴建，航道底寬拓至43公尺，寬度增至100公尺、深11公尺，足以通過最大尺寸的戰艦。戰略上，德方也設想運河的建成將迫使英國海軍不得不分散北海的艦隊，以防止德國艦隊突然襲擊：一部分英國艦隊要巡邏丹麥北部的斯卡格拉克海峽，另一部分則需要駐守在多格浅滩與黑尔戈兰岛之間，德軍艦隊則能夠安全地待在運河內部，選擇合適的時機集中兵力襲擊這兩支英軍艦隊中的任意一支，從而獲得優勢。
德國在本土最重要的兩大軍港為分別面向北海的威廉港與波羅的海的基爾港，兩者具備完整的乾塢、武器庫和造船設施，由軍階為海軍中將的「海軍軍區長」（Marine Stationschef）負責管理。隨著國力的增長，德國海軍又陸續增強軍港與河道的實用性，大戰前夕，德國海軍已有24處主要海軍基地、據點和補給站，其中9個在北海沿岸、13個在波羅的海，包括格斯特明德、埃姆登、庫克斯港、但澤、斯德丁、羅斯托克和敘爾特島等。德國海軍的另一重要據點為黑爾戈蘭島，其自1890年8月以《黑尔戈兰-桑给巴尔条约》自英國轉讓而來，可保護威悉河、埃姆斯河、易北河和亞德河的入海口，從而保護漢堡、不來梅、威廉港和布倫斯比特爾的「威廉皇帝運河」西出口，也適合作為加煤站和潛艦與魚雷艇的駐地。
德國在海外基地方面的經營則較為貧乏，在俾斯麥時代曾攫取少量非洲與太平洋島嶼作為殖民地，於1878至1879年期間也在太平洋馬紹爾群島、薩摩亞、新不列顛島等島嶼建立煤站，然而當威廉二世為擴張海軍而準備著手建立「巡洋艦戰爭」的海外據點時，德國大部分的殖民地因地處邊陲、戰略價值低、或自然條件的限制而難以勝任不適合，如西薩摩亞港經常受到暴風的侵擾、多哥的洛美海浪洶湧、西南非洲的呂德里茨缺少淡水、喀麥隆的杜阿拉則遠離主要的通商航線。1894年中日爆發「甲午戰爭」，使德國將目光轉向東亞，經由多次考察和研議後，威廉二世決定奪佔中國膠州灣作為其海軍於東亞的主要基地。1897年11月13日，德國出兵佔領膠州灣，並於隔年3月6日與清政府簽署《膠澳租借條約》長期佔領。經由鐵必制的斡旋，膠州灣殖民地直屬於「國家海軍辦公室」而非管理一般殖民地的帝國殖民辦公室。
一戰爆發後，德國海外基地皆在短時間被協約軍所攻佔。作為最大海外據點的膠州灣雖曾投入大量資源建設當地的防禦工事，但它距離德國本土太遠，在和平時期就出現難以克服的補給問題，在戰時幾乎完全變成被列強包圍的孤島，終究在青島戰役中被日英聯軍於三個月內所攻破。其他殖民地方面，德國海軍雖在戰爭爆發後不久即展開「巡洋艦戰爭」，但當時太平洋的殖民地幾乎都是不設防的，上面修建的炮台都沒有實質的防禦作用，僅拿來當禮炮使用，也沒有制定戰爭應急計畫去防守，太平洋殖民地上的煤站也一直都是在以北德意志-劳埃德為首的私人企業管理下，海軍只能依約使用有限的倉庫，對戰爭並無準備。

### 軍工業

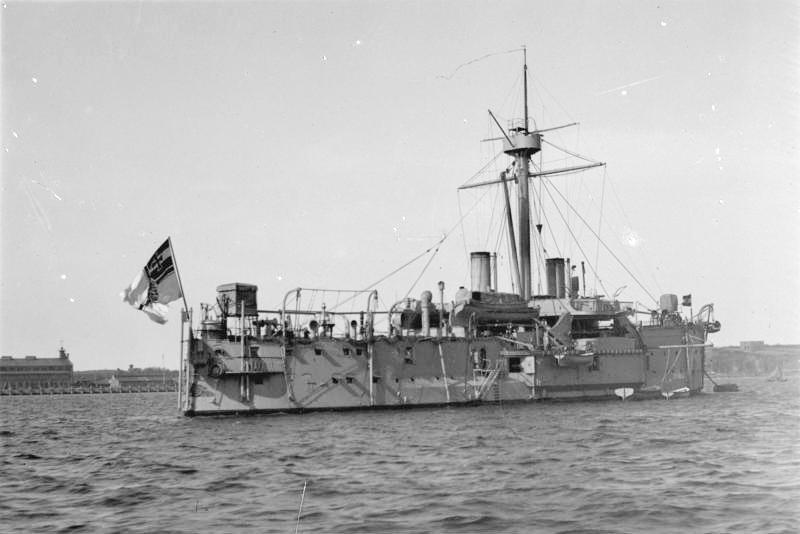
「奥尔登堡号」铁甲舰是第一艘完全使用德國國產鋼鐵製成的軍艦。

德國的工業實力在統一後不久便嶄露頭角，在電力、化學、光學新興工業領域非常突出，其鋼鐵產量也躍居歐洲首位、超過英、法、俄之總和。然而德國強大的工業能量主要為陸軍服務，海軍所需的造船業十分落後，造船廠小、規模有限，如1895年，1130家德國造船企業和它們的下游供應商也才總共僱35,000名工人，其中僱工人數超過50人的企業只有46家，也只有伏爾鏗造船廠和但澤的希肖造船廠有能力生產鐵殼船，其餘的僅能造木船，德國的工業心臟——魯爾地區的鋼鐵企業，對造船工業既缺乏興趣也欠缺經驗，因此海軍的主力船艦都是從英國或法國直接購買，一直到1886年才完成第一艘完全使用國產鋼鐵的軍艦「奥尔登堡号」。
1888年，威廉二世登基、力行推動「世界政策」，海軍的地位因而上升，但後者內部對未來戰略觀點的分歧影響發展速度，直到鐵必制被任命為管理海軍生產計畫的「國家海軍辦公室」領導人，才使海軍的建設方針獲得前後一貫的方向。由於德國國內沒有實力雄厚的國有軍工企業，鐵必制只能尋求私人企業的支持，後者技術先進、正尋求新的利益增長點，而研發渦輪發動機、鋼板、艦炮等先進的海軍技術與裝備需要投入大量資金和強大的研發生產能力，透過與私人企業的合作，雙方進而形成「海軍—工業」聯合體。軍方根據產品分類制定出供應商名單，除非列在此名錄上，不然不得參加政府的標案，企業也需要自備產品樣品供其測試，合格後才能加入名單中，接著配合其政策、收到生產合同。
德國海軍的諸多供應商中，克虜伯最為重要，它是唯一能在火炮與裝甲這兩個最重要的海軍裝備領域提供勞力、設備、技術的資金的企業，其生產能力雄厚、對新技術發展的趨勢極為敏感，其「克虜伯裝甲板」性能超過當時最好的「哈維裝甲板」，甚至成日後的主要對手——英國、法國戰艦所指定使用的標準裝甲板。「海軍—工業」聯合體對德國海軍在短時間內爆發性的成長有舉足輕重的影響力，使其諸多技術領域都有重要突破，也相當先進，某些領域上甚至勝過英國，如陀螺儀性能更佳、應用也更多，德國的柴油機也是當時世界最好的，這使潛艦擁有相當的優勢。

### 人員

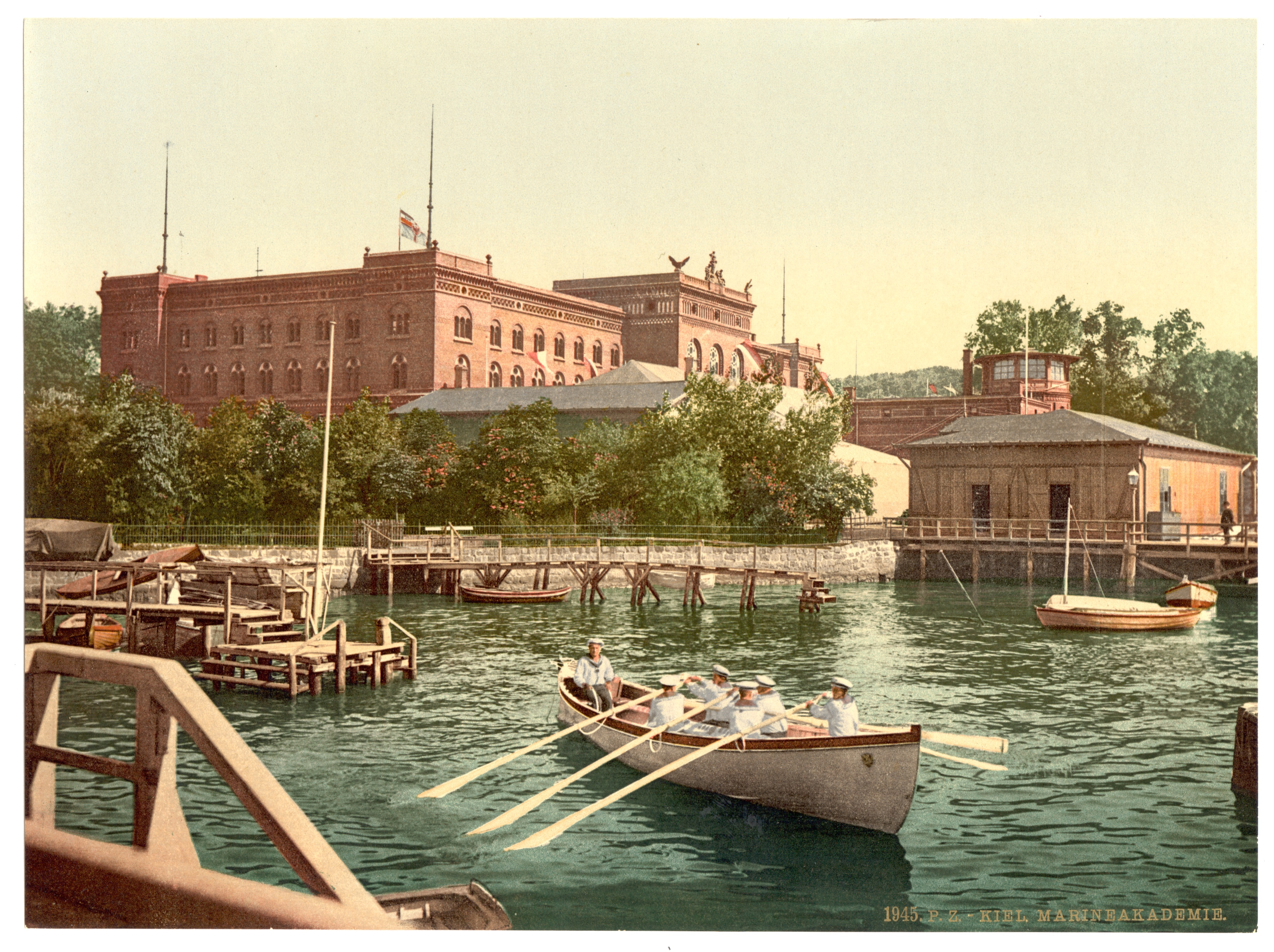
基爾海軍學院，帝國海軍軍官的搖籃，是世界上第一所海軍軍事學院。

德國海軍採用的是徵兵制和少年水兵與志願入伍者構成的混合體制，全國男子一滿17歲便被徵召入伍，海軍的役期為三年，其中至少要在船上受三個月的訓練，期滿退伍後編入後備役直到40歲為止。專科出身的志願役可以以三年一期的方式入伍，期滿後編入預備役四年。另外還有16歲即可入伍的水兵學校，畢業生可獲得士官資格。德國海軍的教育核心是成立於1866年5月15日的基爾海軍學院，此為帝國海軍軍官的培育所，學制兩年，每年4月約招收200名學生（1914年時上升到約300名）。海軍學院的入學生首先要接受一個月的步兵訓練，接著在波羅的海近海進行艦上訓練數周，再發配受外海訓練，通過期末測驗後才獲得准尉官階。1900年2月，基爾海軍學院將部份課程分離出來，於同年11月設置為米爾維克海軍學校，至今仍為現代聯邦德國海軍的軍官學校。工程科軍官則是先進行三個月的造船廠實習，再接受步兵操演、半年的艦上訓練 、六個月的陸上教育課程、再兩年艦上訓練，通過測驗後方可任官。
德國海軍成員大多是徵召自沿海地區的居民，並與陸軍形成競爭關係，德國海軍的軍官多出身自平民，主因海軍沒有如陸軍將軍官只開放給貴族的「傳統」，只是英國海軍觀察員也指出，德國海軍多少也受到陸軍「絕不丟失一門大炮」傳統的影響而傾向不願損失艦隻，造成其中下階級軍官缺乏主動性和求戰欲，結婚成家的海軍軍官也更傾向於謀求岸上的職位，特別是坐在辦公室的位置，與英軍形成鮮明的對比。此外海軍還存在嚴重的結構性問題，執行軍官（Seeoffizier）、工程師（Marineingenieurkorps）、艙面軍官（Deckoffizier）和普通水兵（Mannschaften）間存在嚴明的分界。執行軍官將自己視作海軍的精英，自組成小團體，排擠工程師和艙面軍官。鐵必制與其同僚認為工程師主要功能不過是「操作機器」，對其加以迫害，工程師受此待遇常報以病假或進行其他被動的反抗行為，特別是其上官是年輕或級別較低的執行軍官時，艙面軍官也有類似的處境。普通水兵同樣在執行軍官管理下，常因輕微的犯罪受到過重的懲罰，且在協約國海上封鎖下，士兵們深受物資缺乏的壓力，但軍官們依舊享有各種福利、食物和美酒，引起士兵的強烈不滿，而工程師和艙面軍官面對此等局勢，一方面對士兵的違紀選擇沉默，一方面也在一定程度上緩和軍官與士兵間的衝突，而到戰爭後期越來越多年輕軍官從主力艦調至潛艦後情勢急速惡化。
根據統計，德國海軍在斯托施與卡普里維各自離任的1883年與1888年時分別有5,485名與15,480名官兵、1897年鐵必制任國務秘書時上升到26,000人、至1914年大戰前夕，德國海軍已約有80,000名官兵，其中3,612名軍官（2,388名執行軍官、585名工程師、3183名艙面軍官）、15,966名低級士官、5,4369名普通水兵。鐵必制曾聲稱：「無論（英國）建造多少新軍艦，卻沒有新的人手，而我們剛好相反，可以每年透過徵召2萬人進入海軍服役，形成一股強大的後備力量，最終可以有足夠的人員來操縱跟英國一樣強大的艦隊。」但他其實沒有去核實這項說法，而是將其作為打擊國內反對派的藉口，一份資料指出相較於1914年英國皇家海軍共有209,000人，而同時期的德國海軍僅79,000人。戰爭爆發後，德國海軍的水兵員額實際上已經過剩，冗員隨後被編為陸戰隊，投入西線地面戰事。

### 軍階
| 階級                    | 將官     | 將官     | 將官     | 將官         | 校官         | 校官         | 校官         | 尉官         | 尉官         | 尉官         | 候補軍官     | 候補軍官 |
| 袖章與肩章 （執行軍官） |          |          |          |              |              |              |              |              |              |              |              |          |
| 執行軍官                | 海軍元帥 | 海軍上將 | 海軍中將 | 海軍少將     | 海軍上校     | 海軍中校     | 海軍少校     | 海軍上尉     | 海軍中尉     | 海軍少尉     | 海軍准尉     |          |
| 工程師                  | –        | –        | –        | –            | –            | 海軍工程中校 | 海軍工程少校 | 海軍工程上尉 | 海軍工程中尉 | 海軍工程少尉 | –            |          |
| 魚雷工程師              | –        | –        | –        | –            | –            | –            | 魚雷工程少校 | 魚雷工程上尉 | 魚雷工程中尉 | 魚雷工程少尉 | –            |          |
| 醫務軍官                | –        | –        | –        | 海軍醫務少將 | 海軍醫務上校 | 海軍醫務中校 | 海軍醫務少校 | 海軍醫務上尉 | 海軍醫務中尉 | 海軍醫務少尉 | 海軍醫務准尉 |          |
| 資料來源：              |          |          |          |              |              |              |              |              |              |              |              |          |

## 主要作戰單位

### 水面艦隊

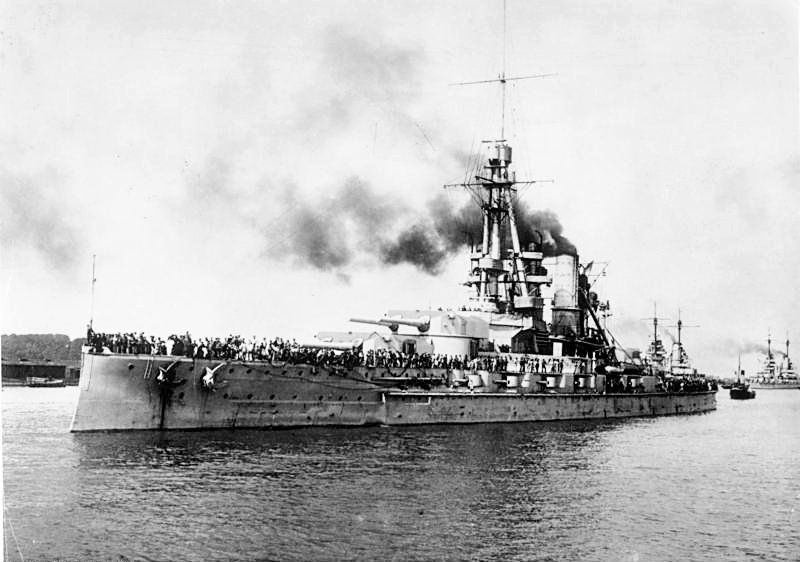
「巴伐利亚号」，與其姊妹艦「巴登号」同樣裝備380公釐45倍徑艦炮，是帝國海軍最大和最具威力的軍艦。

早期的德國海軍戰艦學習法國海軍的船艦設計和戰術，用於沿岸作戰和防禦運河，在1900年後開始模仿英國海軍的樣式。由於受到運河、港灣和碼頭尺寸限制以及海軍技術經驗等因素，以及鐵必制為不過度刺激英國而只能選擇在不起眼之處改進，德國海軍戰艦在噸位、航速，特別是作為火力關鍵的主炮口徑均落後於英國同級別戰艦，由於國力限制與經費、技術儲備不如英國，鐵必制在發展艦隊時的實力累積仰賴新造軍艦的加入，因此不能在新建艦隻上投注大量不成熟的新技術，承受其可能發生的建造延誤與風險，進而導致德國海軍只能被迫在質與量之間做出艱困的選擇。最終由於戰爭於鐵必制出乎預料的1914年爆發，尚處於發展階段的「公海艦隊」被迫只能以相對英國海軍火力不足的主力艦與之交戰。戰爭爆發時，英國無畏艦和超無畏艦共有343公釐口徑主炮124門，305公釐口徑主炮148門，合計272門，一次齊射彈藥127噸。德國無畏艦有305公釐主炮118門，280公釐主炮86門，合計204門，一次齊射彈藥62噸。德國主炮數量雖為英國的75％，但齊射彈藥僅為英國的48.8％。
除了技術瓶頸與建造方針的限制，德國海軍認為在海象惡劣的北海交戰距離勢必縮短，小口徑主炮在射程和穿透力已可滿足要求，且因射擊間隔較短、相同時間內射出的炮彈更多、命中率更高。然而日德蘭海戰時，面對英軍無畏艦口徑達305公釐、超無畏艦達343公釐、4艦參戰「伊丽莎白女王级」381公釐的主炮，德國僅以「拿騷級」的280公釐和「黑爾戈蘭級」至「國王級」的305公釐主炮對抗，因此前對武裝配置過度謹慎，鐵必制使德國海軍的無畏艦在過渡至超無畏艦的過程出現高達75公釐的口徑差，令建造與訓練難度大為提高，裝備同級380公釐口徑艦炮的德軍「巴伐利亚级」比「伊丽莎白女王级」的服役晚了15個月，首艦遲至1916年3月18日才服役，日德蘭戰役期間處於炮術訓練階段而未能參與戰鬥，而統計整場日德蘭海戰中英軍主炮達388門，為德軍1.56倍、一次齊射彈藥214噸，為德軍2.67倍，且自戰爭爆發到日德蘭期間，英軍主炮數量增長42.6％、齊射彈藥量增長68.5％，而德國卻分別僅有21.5％和29％。

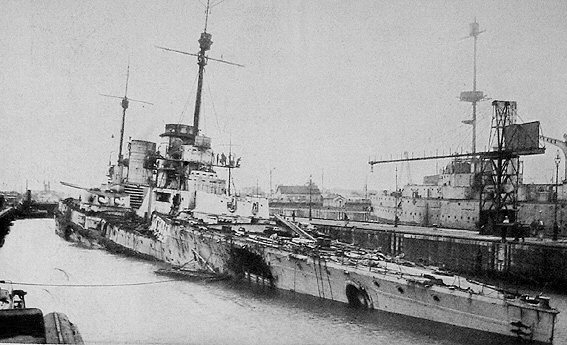
大巡洋舰「塞德利茨号」是體現德國戰艦防禦力的一個著名例子，日德蘭戰役後儘管其身中22發各式炮彈和1枚魚雷、在標準排水量達24,988噸的船體內已進水5,308噸（約20％），卻仍能掙扎返港而不沉

德國海軍在軍備競賽初期因鐵必制為軍艦選用煤炭作為燃料、拒用渦輪發動機而居於劣勢，早期的無畏艦「拿騷級」與「赫爾戈蘭級」也都採用了效率較低、尺寸和體積較大的三脹式蒸汽機。1911年後，英國設計的帕森斯渦輪機才獲准在德國生產，用於第三代的無畏艦和戰鬥巡洋艦。由於德軍戰艦將重點置於防護力而大為增加其水下裝甲帶、使用的褐煤品質較為低劣（燃燒效率低於英軍的無煙煤）、引擎多仿製英國產品而輸出功率較低等因素，速度始終低於同級的英軍戰艦，而這也是雙方在多格沙洲海戰和日德蘭海戰中英軍均居於優勢的原因之一。德軍主力艦的一個顯著特徵是極佳的防禦力，《艦隊法》不僅訂下德國海軍的造艦序列，還擴大船塢、「威廉皇帝運河」等設施的規模，為戰艦的大型化打下基礎，而艦體的巨大化使其復原性能和強度取得優勢，並可充分實施水下防禦。鐵必制認為，戰艦無論受到多麼嚴重的創傷，只要浮在水面上就容易恢復戰鬥力，並有其存在的價值，而無論裝載多麼強大的武器，一旦沉沒便毫無用處，且德國海軍為戰艦設計的主要作戰地點是離基地較近的北海海域，即使蒙受戰損也有機會返回基地修復。在此理念下，德國海軍為戰艦設計非常優越的防禦系統，全艦主要的裝甲帶內側均都配置煤艙，減少炮彈爆炸時產生的能量、規劃多重又複雜的水密艙、分散佈置各處機械設備、有效控制進水量和戰損時性能的下降，在裝甲重量所佔全艦排水量比例上，德國戰艦約比英國戰艦高出10％，艦寬也平均多出10英尺，有著更佳的穩定性和水下防禦。
德國水面艦隊以戰艦為主力，但由於數量落後於英國海軍，將相對過時的前無畏艦編入戰鬥序列，在日德蘭海戰中速度緩慢、火力和防禦相對貧乏的5艘「德國級」與1艘「不伦瑞克级」前無畏艦成了德軍艦隊的負擔，此戰中「波美拉尼亚号」被擊沉，而其他倖存前無畏艦則在1916年底自「公海艦隊」中解編，由新建的「巴伐利亚级」取而代之。輔助艦隻方面，德國海軍的巡洋艦同時肩負艦隊偵查和保護商船兩種任務，進而使其較英軍同類軍艦更大、防護力與裝備更佳，但在戰鬥中諸如裝甲巡洋艦的表現已顯露速度、火力和防護的弱勢，其角色基本已被戰鬥巡洋艦取代。德國艦隊中還存在大型與小型魚雷艇（Kleine Torpedoboote）的艦型，而與其他列強海軍不同，德國海軍魚雷艇設計目的為支援作戰艦隊的戰鬥力量、直接發射大量魚雷攻擊敵軍戰艦編隊，作為削減英軍戰艦數量優勢的重要手段，因此排水量較他國同級軍艦大得多，英國則以驅逐艦此一艦型作為對應。然而實戰中各國海軍在交戰時均在魚雷攻擊協調上表現不佳，德國海軍魚雷艇的戰果遠不及預期。

### 潛艦部隊

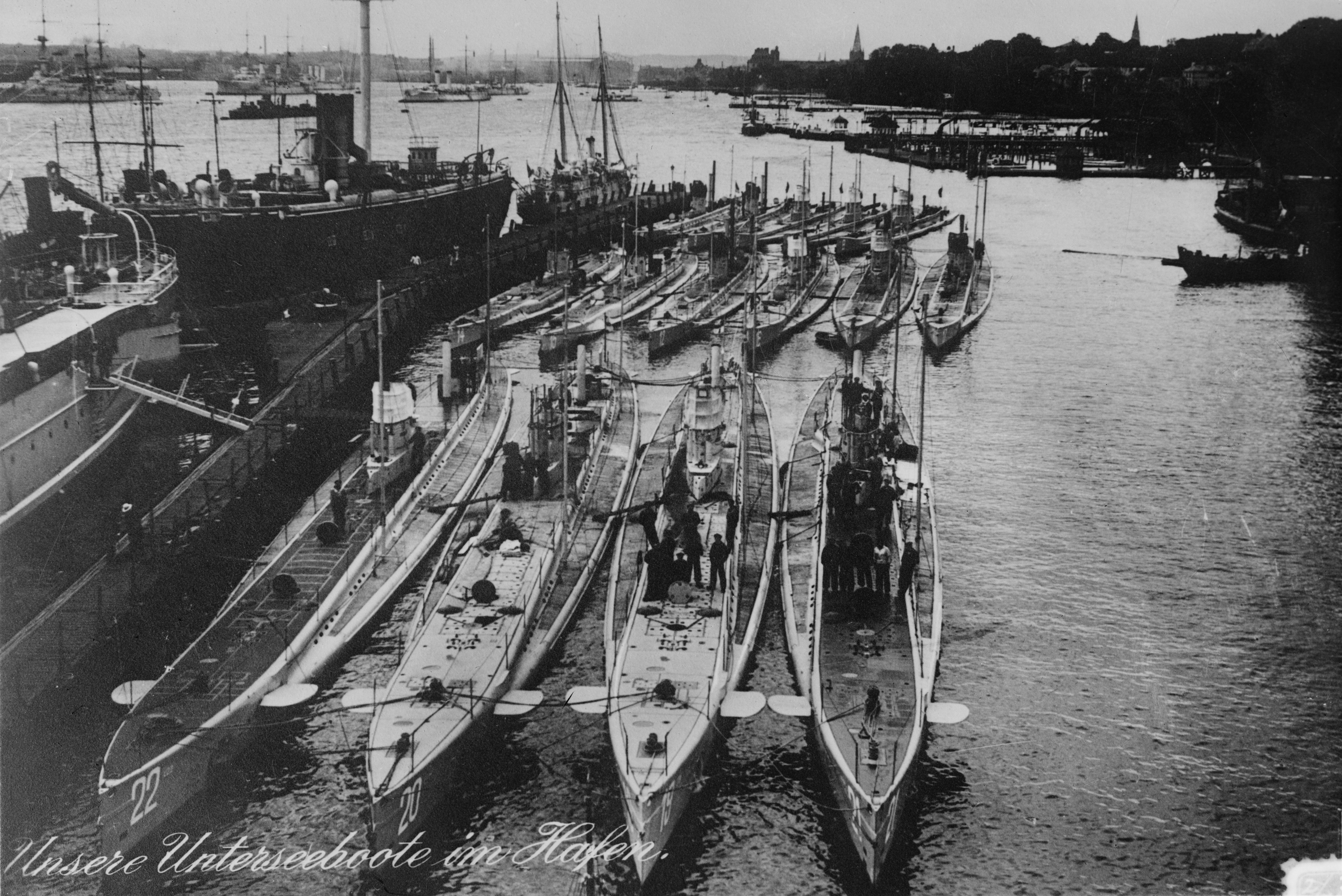
停泊於基爾港內的德國海軍潛艦艦隊。

與日後活躍的表現相反，德國海軍在大戰前於潛艦的發展屬於列強相對落後者，這主要是歸咎於鐵必制視潛艦為近岸防禦性武器、無助於平衡海軍力量而拒絕投資之故，還將其稱作「實驗品的博物館」，連潛艦的業務都沒有專屬機關，而是由魚雷監察部門代管。1904年，德國海軍意識到俄國向克虜伯訂購三艘潛艦的潛在價值，才趕緊撥出150萬馬克向日耳曼尼亞船廠訂購第一艘潛艦，由於吸收借鑿不少國家的經驗，德國海軍得以跳過一些技術障礙，但潛艦的發展工作實際上已停滯十二年之久。1906年12月14日，德國第一艘潛艦「U1」服役，而此後潛艦建造速度迅速增加，並隨著技術進步、完成從煤油機轉向柴油機的過渡，自「U-19」起全面換裝柴油機潛艦，排水量與航程也隨之遞增。1914年3月，潛艦的專屬管理機關「潛艦監察局」才成立。戰前德國海軍的潛艦戰術是專為攻擊軍艦設計的，如要求佔據戒哨陣位、對海港的偵查線、近海防禦和在北海開闊水域搜索敵艦等。然而實務上，因為潛艦跟一般水面艦相比航速太慢，且偵查範圍小，很難真的找到敵艦發動攻擊，當時的無線電通訊技術也不成熟，各艇無法協同作戰，德國海軍高層因此把潛艦規劃用於決定性的戰艦決戰，只有少數如格奧爾格·馮·施萊尼茨中將和基爾潛艦實驗部的布魯姆（Ulrich-Eberhard Blum）上尉提出用於海上破交戰的構想。
一戰爆發時，海軍建造一艘新的遠洋艦隊潛艦需要17至24個月的時間，短期內無法快速增加。為了彌補此一短板，1914年秋海軍訂購17艘小型的新式UB-I型潜艇、15艘UC-I型佈雷潛艦，此類排水量僅約150噸、能透過鐵路送往德軍佔領下的比利時沿海港口，在英吉利海峽東部活動。1915年後，德國海軍又訂購10艘UE-I型佈雷潛艦，用於遠洋任務。同時，新設計的260噸UB-II型與420噸UC-II型開始建造，然而由於1915年5月「盧西塔尼亞號」事件後，德軍不得不縮小潛艦戰規模，將其轉投至佈雷行動。儘管佈雷範圍擴大，但受限新型潛艇的航程與續航力依舊有限，只能在北海、英吉利海峽與地中海的德軍控制區活動。1916年夏，德軍暫時放棄無限制潛艦戰，海軍轉而開發更大型的巡洋潛艦，期望藉由提昇航程與自主作戰能力、能在更遙遠和開闊的水域作戰。在研製巡洋潛艦的同時，德軍還開始建造新一代的UB-III型潜艇，補充當前艦隊潛艦的戰力，特別是派往地中海作戰。此時UE-I型佈雷潛艦也已逐漸退役，取而代之的是更大的UE II型，擁有更遠的航程和更強的佈雷效率。戰爭後期，德軍潛艇建造主要集中於上述幾種類型及其改良型，如UC-III型，還另外設計了能供小型船廠快速生產的350噸的UF级潜艇。儘管德軍持續改進潛艦的設計並透過各種方法來增產，但盟軍的護航體制、反潛戰術和武器亦不斷進步，尤其是水雷造成德軍潛艇慘重的損失，此外海軍還要面對軍種地位低下、勞動力和生產資料分配的狀況影響，且一直到1917年12月才有專門協調潛艦生產的機構——潛艦生產辦公室（由恩斯特·馮·曼恩領導），其潛艦生產始終處於後繼乏力的狀態。
1914年至1918年間，德國海軍的潛艦戰有104艘U潛艦擊沉2,888艘船（總計6,858,380噸）、96艘UB级擊沉1456艘船（總計2,289,704噸）、73艘UC级擊沉2042艘船（總計2,789,910噸），此外還有10艘戰艦、7艘裝甲巡洋艦、2艘大型巡洋艦、4艘輕巡洋艦和21艘驅逐艦，而德軍潛艦部隊在戰爭爆發的1914年8月至1918年10月結束戰爭期間共建造完成343艘各式潛艦，其中1914年11艘、1915年52艘、1916年108艘、1917年87艘、1918年85艘，平均每個月6.7艘，一共有373艘潛艦投入戰鬥，而第一次世界大戰令德軍損失178艘潛艦、共515名軍官、4849名士官和士兵陣亡，相當於潛艦部隊官兵總人數的50％，另有176艘潛艦被協約國繳獲瓜分。

### 航空兵
德國海軍對航空器的興趣濃厚，一戰前即在列強中領先發展海軍航空兵，不僅運用飛艇進行遠程偵查，亦積極探索魚雷轟炸、空中佈雷與打擊商船等戰術。威廉二世的胞弟、「波羅的海艦隊」總司令海因里希親王，以及波爾、舍爾、希佩爾等高層皆認識到飛機的進攻潛力。然而，海軍高層未將有限的水上飛機納入戰爭動員，戰時也主要發展飛艇。戰前德國海軍假定英軍將採取近距離封鎖，戰鬥應發生於陸基飛機航程內，而遠距離偵察則仰賴飛艇，認為在良好天氣下僅需三艘齊柏林飛艇即可監視整個德意志灣。但一戰爆發時，德國海軍航空兵由「第1偵查集群」司令希佩爾指揮，其不僅航空兵力有限，僅有1艘飛艇與9架水上飛機，且缺乏偵查相機、炸彈掛架與無線電等設備。英軍的遠距離封鎖進一步迫使德軍加速飛艇建造，以彌補航空兵力的不足。
德軍早於1912年便成立「海軍飛艇分隊」（Marineluftschiffs-Abteilung），並在庫克斯港以西的諾爾德霍爾茨基地設置指揮中心，這裡同時也是擁有10個飛艇機棚的大型基地。德軍在一戰期間廣泛使用飛艇，北海沿岸的哈格、阿爾霍恩、岑訥、波羅的海沿岸的斯德丁、塞拉彭等地都建立飛艇基地，也曾佈署在保加利亞，嘗試對德屬東非的孤立軍隊進行空運補給。德國海軍還與陸軍投入大量飛艇，發動由海軍飛艇司令彼得·史特拉塞與海軍副參謀長保羅·貝恩克策劃的轟炸倫敦行動，寄望以此給予英國重大打擊，然而其耗損率甚高且難以對抗艦上防空炮或英軍飛機，至1918年飛艇司令史特拉塞也陣亡後，轟炸任務只能由巨人轟炸機執行。
戰爭結束時，德國海軍航空兵已從9架飛機猛增為1,500架（含飛艇），人員也從20名軍官飛行員上升到16,122人，其中2,116人為飛行員和空勤人員，而在整場戰爭中，德軍共動用78艘齊柏林飛艇執行1,148次的偵查任務，在1915年至1918年與陸軍的飛艇一起執行約200次夜間轟炸英國倫敦的任務，共投下197噸的炸彈，1915年到1918年的空襲造成498名平民和58名士兵死亡，另有1,913人受傷。海軍飛艇部隊共損失54艘飛艇、74名軍官、264名士官、50名士兵，約佔其作戰人員的40％。海軍其他航空兵，如魚雷攻擊機等則因為引擎性能限制、載彈量低，導致攻擊效率極低，但即使如此德國海軍航空兵仍擊落了敵機270架、飛艇2艘，以及擊沉了1艘俄軍驅逐艦、3艘潛艇、4艘魚雷艇、4艘商船和12艘小型艇。德國海軍也曾發展水上機母艦，包括改造了5艘商船為水上機母艦，以及計畫將改造義大利客輪奧松尼亞號改裝為航空母艦，但終因戰爭後期海軍的產能已轉為生產潛艦而取消。

### 地面部隊

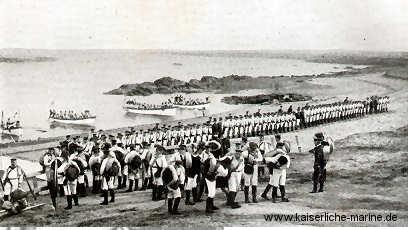
八國聯軍之役中，於大沽口炮台登陸的德國海軍陸戰隊士兵。

德國第一支海軍陸戰隊創建於1852年5月13日的斯德丁，起初僅負責維持各軍艦上的治安和支援小規模登陸戰，之後任務範圍擴大為協助殖民活動和海防安全。1870年，陸戰隊第1營於基爾成立，編制22名軍官和682名士官兵。德國統一後，施托施將各軍艦的陸戰隊集結起來管理，將原本的營擴編為6個連，並將其中一半撥到威廉港，建為第2營。1897年11月14日，「東亞分艦隊」佔領中國膠州灣，兩個營的陸戰隊各抽出兩個連，編為第3營，並於1898年1月26日進駐青島，從此固守此一海外基地。在與工程兵團司令科尔玛·冯·德·戈尔茨將軍的合作下，德國陸戰隊也發展登陸作戰的教範，並於1900年首度進行灘頭登陸演習。
德國海軍陸戰隊戰前曾參與過八國聯軍之役、赫雷羅戰爭、马及马及叛乱、巴爾幹戰爭阿爾巴尼亞斯庫台地區的戰鬥，而戰爭爆發後海軍部隊大幅擴張，海軍陸戰營擴編為團，後被佈署至比利時佛蘭德斯沿岸、由卡爾·馮·威希曼指揮的海軍步兵旅。時至1914年底，因大量後備役士兵和應徵兵加入，德軍組建了兩個海軍陸戰師，編為法蘭德斯海軍陸戰軍，由路德維希·馮·施羅德上將指揮。
一戰中，陸戰隊曾參與1914年的安特衛普之戰、青島戰役、1915年的伊普爾斯、1916年的索姆河會戰、1917年的帕森达勒战役（該年2月初，德軍又組建第3個陸戰師，陸戰師總兵力達到6至7萬人），1918年4月的澤布呂赫襲擊戰和春季攻勢。

## 結果

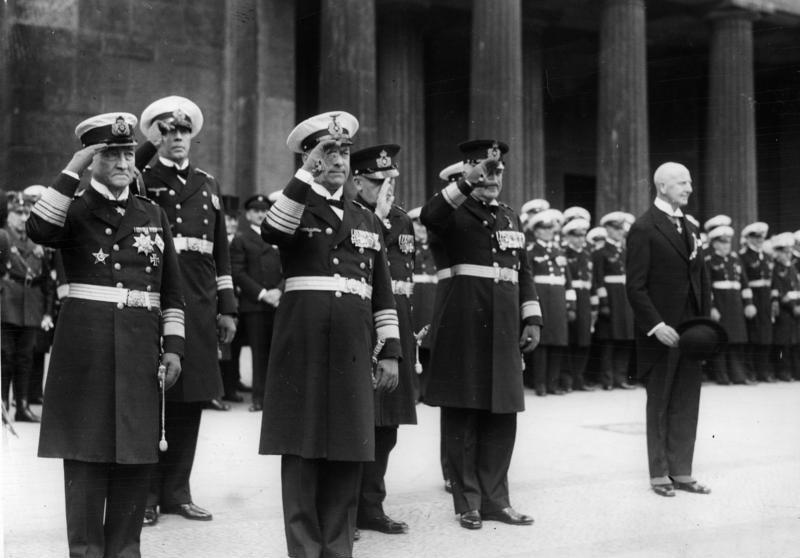
1935年5月31日，威瑪共和國「國家海軍」高層出席日德蘭海戰紀念活動，前列左二為一戰時希佩爾的參謀長、現海軍總司令的埃里希·雷德爾上將。隔日，「國家海軍」易名為「戰爭海軍」

德意志帝國海軍的失敗肇因於戰略構想、資源分配與戰時決策等多重因素所致，其「風險理論」也受到當代與後世諸多批評。威廉二世在位期間積極發展海軍，導致英德關係惡化，斷送英國作為當時歐洲強國中唯一能與德國達成諒解的可能性。鐵必制的「風險理論」則本質上是一種威懾理論而非軍事作戰理論，一旦英德兩國開戰即相當於理論的破產。在此理論下建設的艦隊也實際上是用於爭取英方的談判和讓步，但鐵必制低估了後者的願意以軍備競賽回應的決心、透過外交化解同法俄之間矛盾的靈活性，進而集中艦隊兵力於本土水域，而戰爭爆發後英國採取遠程封鎖，更使德軍既無法在近海交戰透過特種武器弭平數量劣勢，又因數量劣勢而在開闊水域交戰幾無勝算，導致耗費巨資打造的艦隊求戰不得、只能坐困於港中，其付出與回報遠不成比例，甚至可能影響陸軍的發展。
德國經由「風險理論」打造的艦隊，船艦設計上除了實施威懾與在黑爾戈蘭灣決戰外不利於其他任務，其戰艦航程有限（最遠至瑟堡一帶）、艦上居住空間狹窄而不利於長時間巡航，且以執行實質意義上的自殺式攻擊為前提、目的僅為英國評估風險而保持中立的價值，對德國海軍內部的士氣（尤其是應徵入伍的水兵）有著惡劣影響。在訓練與營運方面，除了戰艦分艦隊之間外，各軍事單位間相互隔絕，缺乏協同，甚至水面艦隊也從未認真考慮過如何與潛艦協同作戰，還將大量注意力用於應付議會和政治活動，1909年一名美國駐德海軍武官便描述德國海軍是其見過的所有海軍中最不成熟的。開戰後，德皇威廉二世認為艦隊應完整保留下來作為和平談判籌碼，限制了海軍的作戰積極性、還使海軍即便在戰爭中英軍主動進入黑爾戈蘭灣求戰、發生兵力對比有利於、甚至德軍佔優的情況，但終究因害怕損失而選擇撤退。日德蘭海戰後，德國海軍儘管獲得戰術上的勝利，在戰略上卻無改善的希望，而海戰期間發生的危機經歷已使德國海軍喪失再次實施海上決戰的勇氣，只能以潛艦進行破交戰。
然而德國艦隊的存在也並非毫無意義，若非其足夠強大，英軍可能僅派遣輕型艦隊即進入黑爾戈蘭灣並圍堵德軍潛艦的行動、避免了協約國軍直接登陸德國本土北部以及需為此佈署部隊保衛波美拉尼亞沿岸、切斷對德國軍工產業至關重要的瑞典鐵礦石進口路線，且德國艦隊切斷了波羅的海至聖彼得堡這條對俄國而言最重要的援助路線，土耳其也因其「地中海分隊」而加入同盟國、封鎖了達達尼爾海峽，使俄國最主要的出口物資——小麥的出口通道被切斷，因此失去大部分的外匯來源，作戰物資倍感短缺、經濟崩潰（其進出口量因黑海被封鎖而降低95％和98％），俄國不得不啟用半年都在冰封狀態的阿爾漢格爾斯克和離前線距離13000公里之遙的符拉迪沃斯托克港，為造成其在東線戰事之不利和最終爆發革命的重要因素。
戰後，威瑪共和國成立新的「國家海軍」，其受到《凡爾賽條約》極大的限制，只能保有6艘前無畏艦、6艘舊式小型巡洋艦、12艘驅逐艦、12艘魚雷艇和15,000名海軍官兵，舊艦必須服役規定的時間後才能更換、軍工廠、海圖、設備都被拆遷賠給協約國、不得擁有飛機和潛艦，所有海外殖民地全被戰勝國所瓜分。在國內，海軍的地位與1914年時相比一落千丈，德國國內的右派視其為1918年革命、不忠和叛亂的溫床，左派則眼見前帝國海軍官兵大量加入的反共和政府活動，同樣認為是反革命、不忠和暴動的團體，且帝國時代投下大量金錢建造的艦隊幾乎毫無作為，令海軍成為眾矢之的，爭取共和政府的軍費預算極為困難，國內也有相當的「反海軍情緒」，甚至連在柏林的海軍軍官都要穿著平民衣服以免受襲。然而，「鐵必制思想」在戰後依舊生根於海軍中，鐵必制本人為規避自己的責任，在其回憶錄中撒謊、搶在德國政府公佈英德海軍造艦競賽檔案前搶先公佈，修改檔案日期、混合不同文件的內容等等，他還聲稱海軍的失敗是因首相貝特曼在七月危機中的作為給予英國提早毀滅德國海軍的機會，使其最終「功敗垂成」。另一方面，新生的德國海軍因內部多是鐵必制提拔的部屬，且德國已無海外殖民地、海軍沒有任何思想基礎可以確保其生存與價值，因此海軍官方和民間勢力都在支持鐵必制的遁詞，曾為後者親密僚屬的共和國首位海軍司令——阿道夫·馮·特羅塔和日後當上海軍總司令的埃里希·雷德爾將軍兩人在編撰官方戰史時為鐵必制粉飾，並打壓質疑者。有別於陸軍已在漢斯·馮·塞克特將軍的領導下重新完成大戰經驗的總檢討，新生的德國海軍反而在長達八年的時間裡完全停滯軍事思想。

## 代表性旗幟
| 軍艦旗（1903年－1919年），即當時軍旗 |
| 軍艦旗（1903年－1919年），即當時軍旗 |

| 艦艏旗（1903年－1918年） |
| 艦艏旗（1903年－1918年） |

| 海軍元帥旗（1900年－1918年） |
| 海軍元帥旗（1900年－1918年） |

## 註解
1. ↑  《第九備忘錄》只是個通稱，指鐵必制在帝國海軍總司令部擔任參謀長時發布的第九份戰術和戰略備忘錄，其正式名稱為《秋季演習（1893年）訓練艦隊的總體經驗》[38]，署名是馬克斯·馮·戈爾茨上將，但被認為是出自鐵必制之手，或有部份是第三部門主管奧托·布勞恩（Otto Braun）參與完成[39]。
2. ↑  巡洋艦派以自1890年便擔任海軍辦公室國務秘書的腓特烈·馮·霍爾曼（德语：Friedrich von Hollmann）為代表，有著眾多海軍官員，後者不僅是「少壯派」的支持者，其在預算範圍內合理、盡可能多地建造巡洋艦的主張也迎合了威廉二世不關心海軍實際需要、只在乎盡可能多的艦隊在海軍展現國威的想法[42]。由於僅在預算通過的範圍內規劃軍艦建造，使海軍發展從議會來看缺乏計畫與連續性，1896年英德發生「克虜伯電報事件」後，威廉二世因此要求發行國債大力建造巡洋艦以防禦英國，但由於其主張既無計劃又無限制，預算不為議會所接受，在1897至1898年財年預算最終案中軍艦建造費被削減後，威廉二世對霍爾曼處理議會關係的能力徹底失望，迫使其辭職[43]。
3. ↑  逃入土耳其的「戈本號」和「布雷斯勞號」原屬德軍「地中海分隊」，戰爭爆發後原負責截斷法國自非洲大陸運輸殖民軍隊回歐洲本土，而之後接獲命令前往土耳其首都君士坦丁堡，在英德開戰後，兩艦受到英軍地中海艦隊的追擊，但最終成功逃入達達尼爾海峽，並與土耳其陸軍大臣恩維爾·帕夏交涉成功，作為早先被英國沒收的兩艘戰艦的替代品，「戈本號」與「布雷斯勞號」被「售予」土耳其，船上的德軍水兵也名義上加入土國海軍，先進的戈本號大大強化土耳其海軍的實力，而地中海分隊司令威廉·蘇雄少將也成土耳其海軍總司令[72]。1914年10月29日，在未通報土國政府的情況下，蘇雄率領土耳其艦隊炮轟俄國黑海多處軍港（英语：Black Sea Raid），進而使俄國於10月31日對土宣戰，土耳其因此被強拉進同盟國陣營[73]。
4. ↑  例如奪取中國膠州灣的行動就是威廉二世直接指揮艦隊執行的。一戰爆發後，「公海艦隊」一再受到威廉二世個人不願船艦受到損失的命令所影響，在前期一再怯戰、艦隊士氣降低，還錯失重創敵艦隊之機會[140]；鐵必制為「公海艦隊」設計的遠程交戰模式也因為威廉二世的因素，形成艦隊所受的所有訓練與戰時實際命令相反的窘境[141]。
5. ↑  1899年，德國共有26家造船廠，但澤、基爾和威廉港有三家皇家造船廠，另外就是主要的六大私人造船廠：日耳曼尼亞造船廠、霍瓦茲造船廠（英语：Howaldtswerke-Deutsche Werft）、希肖造船廠、威悉造船廠、布洛姆－福斯和伏爾鏗造船廠，都能生產軍艦，甚至這六家私人造船廠的生產與研發能力遠遠超過皇家造船廠[169]。
6. ↑  例如1898年的「國家海軍辦公室」的32名現役軍官中只有5位貴族出身，「海軍參謀本部」共10任的參謀長則只有腓特烈·馮·包迪辛一人為貴族出身，而同時期在「海軍參謀本部」重要部門擔任領導職務的48位高級軍官中只有5人為貴族出身，其中更只有兩人是擁有頭銜的貴族[130]。至1914年，海軍軍官中只有9％為貴族出身[175]。
7. ↑  有資料指出，儘管口徑略遜一籌，但德國海軍一直努力以提高炮身強度、增大裝藥量來提高炮彈初速，使德軍艦炮高初速形成的穿透力等於甚至強於高一級口徑的英軍艦炮，其壽命也比後者長一倍（200發）[186][187]。
8. ↑  德國軍艦注重防護力被認為也與「風險理論」的實現有所關聯，一旦與英軍交戰後，德國海軍不是將會行使制海權，而是作為政治談判籌碼，因此只要船艦尚未沉沒就可能拖回本國加以修復，有利於後續的談判[194]。
9. ↑  1918年10月，舍爾下令制定潛艦建造的工業動員計畫，將預估1918年12月時的潛艦月產量16艘提高到1919年12月時每月36艘，此計畫被稱作「舍爾計畫」（Scheer Programme）；然而此計畫是否真實存在，或是德國海軍當局是否有認真去執行頗受歷史學家爭議，如霍尔格·赫韦格即認為當局清楚國內資源已極為窘迫，絕不可能制定如此不合乎現實條件的計畫，就算有也只是提振海軍士氣的宣傳手段[205]，不過格里·E·魏爾（Gary E. Weir）認為該計畫的制定者極為嚴謹，存心集中一切資源對抗英國，絕非單純的「安慰劑」[206]。
10. ↑  實際上，德國海軍高層也不是完全沒有察覺到英軍遠程封鎖的危險，但他們卻對此情況有提出對應手段，而是繼續希望這種局勢不要發生[229]。1912年，時任海軍總參謀長的奧古斯特·馮·黑林根上將便曾指出「如果英國人真的實行廣泛的封鎖，那麼我們華麗的公海艦隊的角色將會非常悽慘。那時我們的潛艦將不得不擔當重任！[230]」。奧托·格羅斯上將為海軍檔案局撰寫的官方戰史《北海戰爭》（Der Krieg in der Nordsee）第一卷中引述一段1914年5月的備忘錄：鐵必制曾於當年夏季與公海艦隊司令英格諾爾乘船出海，而前者向其問道：「假如英國人根本不出來怎麼辦？」英格諾爾沒有作答，而鐵必制也無言以對[229]
11. ↑  如英國歷史學家A·J·P·泰勒認為：「1914年戰爭爆發時，德國的無畏艦都停泊在港灣內、毫無用處，如果把這些造軍艦的鋼鐵拿來搞機器化運輸，那他們在陸上戰爭中即可穩操勝券。」海軍歷史學家安格斯·康斯丹（英语：Angus Konstam）則認為「公海艦隊」的存在即代表巨大的資源浪費，在1911年至1912年英德造艦競賽頂峰之際，德國每年在海軍投注了約5億金馬克，要不是因為德皇個人對大型艦隊的渴望，德國海軍是一支以戒哨艦、潛艦與水雷為主、以岸防為主要任務的海軍，儘管戰略上仍會是相同的結果，但其花費的成本將遠遠小的多[231]。而早在1912年，普魯士戰爭部長喬西亞斯·馮·赫林根也點出海軍對戰爭的勝敗影響遠不及陸軍——「海軍計畫未能成功將彌補陸軍面臨決定性失敗的困境。霍亨索倫皇室的命運，也是祖國之禍福，將繫於德國陸軍的勝敗。[232]」

## 註腳
1. ↑  赫韦格（2021年），第10页
2. 1 2  Thomas（1990年），第14页
3. 1 2  弗格森（2013年），第141页
4. ↑  O'Hara，Dickson & Worth（2013年），第93页
5. ↑  Federal Ministry of Defence（2001年），The Bendlerblock，第8页
6. ↑  Storr（2020年），第91-92页
7. ↑  Ganz（1977年），第38页
8. ↑  Ganz（1977年），第46页
9. 1 2 3  Tantum & Hoffschmidt（1968年），第102-103页
10. ↑  Wiechmann（2002年），第140页
11. ↑  Mitchell（1999年），第84-86页
12. ↑  Beevor（2022年），第155页
13. ↑  孫立新（2014年），第238页
14. 1 2  崔文龍 & 趙光強（2012年），第85页
15. ↑  章騫（2016年），第94页
16. 1 2  崔文龍 & 趙光強（2012年），第86页
17. 1 2 3 4  赫韦格（2021年），第10-11页
18. 1 2  桑德豪斯（2013年），第99页
19. ↑  Hobson（2002年），第114页
20. ↑  Hobson（2002年），第134页
21. ↑  Hobson（1996年），第16页
22. ↑  顾全（2020年），第113-114页
23. ↑  桑德豪斯（2013年），第140页
24. ↑  桑德豪斯（2013年），第122-126页
25. ↑  桑德豪斯（2013年），第129页
26. ↑  施特恩堡（1997年），第42-43页
27. ↑  崔文龍 & 趙光強（2012年），第86-87页
28. ↑  赫韦格（2021年），第92页
29. ↑  赫韦格（2021年），第94页
30. ↑  徐棄郁（2011年），第238页
31. ↑  桑德豪斯（2013年），第168-169页
32. ↑  方子毓（2010年），第3页
33. 1 2  徐棄郁（2011年），第236-237页
34. ↑  顾全（2020年），第164页
35. ↑  韦勒（2009年），第145页
36. ↑  Lambi（1984年），第155页
37. 1 2  崔文龍 & 趙光強（2012年），第88页
38. ↑  顾全（2020年），第173页
39. ↑  Kelly（2011年），第92页
40. ↑  罗辛斯基（2015年），第60页
41. ↑  Kelly（2011年），第96页
42. ↑  顾全（2020年），第175页
43. 1 2 3  顾全（2020年），第237-238页
44. ↑  Kelly（2011年），第107页
45. ↑  Kelly（2011年），第127-128页
46. 1 2  顾全（2020年），第249-251页
47. 1 2 3  顾全（2020年），第239页
48. ↑  徐棄郁（2011年），第243页
49. ↑  崔文龍 & 趙光強（2012年），第88-89页
50. ↑  《东方早报·上海书评》编辑部（2014年），第91页
51. ↑  徐棄郁（2011年），第239-241页
52. ↑  顾全（2020年），第263-269页
53. 1 2  徐棄郁（2011年），第247页
54. ↑  《东方早报·上海书评》编辑部（2014年），第93-94页
55. 1 2  徐棄郁（2011年），第249页
56. ↑  顾全（2020年），第278-279页
57. ↑  徐棄郁（2011年），第250页
58. ↑  顾全（2020年），第327页
59. ↑  徐棄郁（2011年），第252-254页
60. 1 2  徐棄郁（2011年），第258页
61. ↑  徐棄郁（2011年），第260-261页
62. ↑  徐棄郁（2011年），第262-263页
63. ↑  顾全（2020年），第363-364页
64. ↑  徐棄郁（2011年），第263-264页
65. ↑  徐棄郁（2011年），第265页
66. ↑  顾全（2020年），第340页
67. 1 2  徐棄郁（2011年），第271-272页
68. ↑  Rohwer（1972年），第216、219页
69. ↑  Willmott（2009年），第142页
70. 1 2  章騫（2013年），第105页
71. ↑  吉尔伯特（2016年），第73页
72. ↑  章騫（2013年），第83-89、381页
73. ↑  章騫（2013年），第88-89页
74. ↑  章騫（2013年），第118页
75. 1 2  Valzania（2004年），第42页
76. 1 2  Massie（2003年），第359页
77. ↑  章騫（2013年），第210-212页
78. ↑  Sweetman（1997年），第394页
79. ↑  章騫（2013年），第438-439页
80. ↑  Tarrant（1995年），第50页
81. ↑  Valzania（2004年），第46页
82. ↑  哈特（2014年），第191页
83. ↑  Valzania（2004年），第245-248页
84. ↑  章騫（2013年），第485页
85. ↑  Valzania（2004年），第200-203页
86. 1 2  Valzania（2004年），第206页
87. ↑  章騫（2013年），第581页
88. ↑  章騫（2016年），第312页
89. 1 2  周明（2009年），第43页
90. ↑  章騫（2016年），第490页
91. ↑  陈进（2018年），第8-10页
92. ↑  周明（2009年），第43-44页
93. ↑  章騫（2016年），第310页
94. ↑  周明（2009年），第44页
95. ↑  章騫（2013年），第490-491页
96. 1 2 3 4 5  章騫（2016年），第311-313页
97. 1 2  周明（2009年），第45页
98. 1 2 3  Kelly（2011年），第407页
99. ↑  章騫（2013年），第501页
100. 1 2  章騫（2013年），第502页
101. ↑  章騫（2013年），第512页
102. ↑  丁朝弼（1994年），第494页
103. ↑  弗里德曼（2017年），上，第106页
104. 1 2  邱建群（2014年），第102页
105. 1 2  Herwig（1998年）
106. ↑  章騫（2016年），第315页
107. ↑  邱建群（2014年），第104页
108. 1 2  邱建群（2014年），第106页
109. ↑  章騫（2016年），第322页
110. ↑  邱建群（2014年），第107页
111. 1 2  章騫（2016年），第323页
112. ↑  周明（2009年），第73页
113. ↑  周明（2009年），第77页
114. ↑  丁朝弼（1994年），第463页
115. ↑  Baumgart（1970年），第60页
116. 1 2 3  赫韦格（2021年），第232页
117. ↑  Tarrant（1995年），第280-281页
118. 1 2  傅寶真（2005年），第415-416页
119. ↑  Massie（2003年），第777页
120. ↑  章騫（2013年），第617页
121. ↑  波特（1992年），第269页
122. ↑  Sondhaus（2014年），第349页
123. ↑  Wolz（2015年），第205-206页
124. ↑  章騫（2013年），第622页
125. ↑  van der Vat（2000年），第135页
126. ↑  Wolz（2015年），第207页
127. ↑  Marder（1970年），5，第282页
128. ↑  赫韦格（2021年），第20页
129. 1 2  章騫（2016年），第99页
130. 1 2  徐棄郁（2011年），第236页
131. 1 2  GlobalSecurity，Kaiserliche Marine Administration
132. ↑  桑德豪斯（2013年），第169页
133. ↑  赫韦格（2021年），第20-21页
134. ↑  Konstam（2023年），第31-33页
135. ↑  Franken（2017年），第169页
136. ↑  赫韦格（2021年），第21页
137. ↑  章騫（2016年），第113-114页
138. 1 2 3  弗里德曼（2017年），上，第198-200页
139. ↑  Konstam（2023年），第33页
140. ↑  章騫（2013年），第190、193、196页
141. ↑  弗里德曼（2013年），第329-330页
142. 1 2 3  代鹏（2012年），第80页
143. ↑  Konstam（2023年），第31页
144. ↑  吉尔伯特（2016年），第29页
145. ↑  赫韦格（2021年），第230页
146. ↑  Boghardt（2004年），第15-20页
147. ↑  Boghardt（2004年），第16页
148. 1 2  O'Hara，Dickson & Worth（2013年），第94-95页
149. ↑  GlobalSecurity，Wilhelmshaven
150. 1 2 3 4  GlobalSecurity，Kaiser Wilhelm Canal
151. ↑  GlobalSecurity，Kiel
152. ↑  GlobalSecurity，Kaiserliche Marine Facilities
153. ↑  O'Hara，Dickson & Worth（2013年），第97-98页
154. ↑  GlobalSecurity，Heligoland
155. ↑  赫韦格（2021年），第29页
156. ↑  Smith（1978年），第48页
157. ↑  孫立新（2014年），第247-249页
158. ↑  孫立新（2014年），第253-259页
159. ↑  余凯思（2005年），第99-100页
160. ↑  孫立新（2014年），第265-266页
161. ↑  孫立新（2010年），第39页
162. ↑  Hiery（1995年），第11页
163. 1 2  桑德豪斯（2013年），第157页
164. ↑  邢来顺（2002年），第295页
165. 1 2  肯尼迪（1988年），第255页
166. ↑  Weir（1992年），第19页
167. ↑  O'Brien（2007年），第56页
168. 1 2  李婷婷（2011年），第78页
169. ↑  Weir（1992年），第13页
170. ↑  Epkenhans（2000年），第365页
171. ↑  Gardiner（1992年），第117、119页
172. 1 2 3  弗里德曼（2017年），上，第201页
173. ↑  肯尼迪（1988年），第266页
174. ↑  桑德豪斯（2013年），第102页
175. 1 2 3 4 5  O'Hara，Dickson & Worth（2013年），第99页
176. ↑  徐棄郁（2011年），第235-236页
177. ↑  张宇翔（2016年），第52-53页
178. 1 2 3  Bell & Elleman（2004年），第71-72页
179. ↑  Knox & Murray（2001年），第201页
180. ↑  赫韦格（2021年），第11-12页
181. 1 2  赫韦格（2021年），第105页
182. ↑  Lambi（1984年），第144页
183. ↑  赫韦格（2021年），第263-264页
184. ↑  现代舰船杂志社（2010年），第1页
185. 1 2 3 4 5  代鹏（2012年），第84页
186. 1 2  赫韦格（2021年），第137-138页
187. ↑  现代舰船杂志社（2010年），第111页
188. ↑  现代舰船杂志社（2010年），第110页
189. 1 2  潘彥豪（2010年），第63页
190. ↑  章騫（2013年），第482页
191. ↑  Konstam（2023年），第26页
192. ↑  Konstam（2023年），第27页
193. ↑  现代舰船杂志社（2010年），第109页
194. ↑  孙晓翔（2016年），第108页
195. ↑  Konstam（2023年），第12页
196. ↑  Konstam（2023年），第13-14页
197. ↑  Konstam（2023年），第17页
198. 1 2  赫韦格（2021年），第82页
199. 1 2 3  章騫（2013年），第490页
200. 1 2  陈进（2018年），第21页
201. 1 2  P. O'Hara，Dickson & Worth（2013年），第106、108页
202. ↑  章騫（2013年），第490页，施萊尼茨曾於1908年8月在名為《德國縱覽》的期刊上發表論文，描述潛艦是一種可使英國生活物資斷絕的武器；1914年5月，布魯姆則提出一份報告，稱德國潛艦最重要的任務即是執行海上破交戰，並認為要在劃分英倫三島周圍的48個海區隨時配置潛艦兵力的話，至少要有222艘潛艦
203. 1 2 3 4 5 6  P. O'Hara，Dickson & Worth（2013年），第108-109页
204. 1 2  陈进（2018年），第45-46页
205. ↑  Weir（1991年8月），第275页
206. ↑  Weir（1991年8月），第276页
207. ↑  赫韦格（2021年），第209页
208. ↑  陈进（2018年），第292-294页
209. 1 2  陈进（2018年），第292页
210. 1 2  陈进（2018年），第315页
211. ↑  陈进（2018年），第313页
212. ↑  Murphy（2005年），第193页
213. 1 2  赫韦格（2021年），第200-201页
214. 1 2 3 4  O'Hara，Dickson & Worth（2013年），第116页
215. ↑  Lardas（2016年），第12页
216. ↑  Castle（2015年），第14-15页
217. ↑  赫韦格（2021年），第205-206页
218. 1 2  Mower（2008年），第101-102页
219. ↑  O'Hara，Dickson & Worth（2013年），第117页
220. ↑  赫韦格（2021年），第202页
221. ↑  Weir（1992年），第178-179页
222. ↑  Geschichte der Marine-Infanterie，Die Reglements der Marine-Infanterie
223. 1 2 3 4 5 6  de Quesada（2013年），第33-35页
224. ↑  O'Hara，Dickson & Worth（2013年），第115页
225. ↑  Geschichte der Marine-Infanterie，Die Standorte der Marine-Infanterie
226. ↑  Deutsche Digitale Bibliothek，Generalkommando des Marinekorps der Kaiserlichen Marine (Marinekorps Flandern) (Bestand)
227. ↑  韦勒（2009年），第150页
228. 1 2  顾全（2020年），第252-253页
229. 1 2  罗辛斯基（2015年），第63页
230. ↑  肯尼迪（2014年），第268页
231. 1 2  Konstam（2023年），第78页
232. ↑  傅寶真（2005年），第342页
233. ↑  Kelly（2011年），第198页
234. ↑  Kelly（2011年），第199页
235. ↑  孙晓翔（2016年），第109页
236. ↑  孙晓翔（2016年），第111页
237. ↑  代鹏（2012年），第81-82页
238. ↑  孙晓翔（2016年），第113页
239. 1 2  Kelly（2011年），第446页
240. ↑  章騫（2013年），第89页
241. ↑  傅寶真（2005年），第343-344页
242. ↑  Wolz（2015年），第210页
243. ↑  Thomas（1990年），第36-39页
244. ↑  Thomas（1990年），第53页
245. ↑  弗里德曼（2017年），上，第29-30页
246. ↑  罗辛斯基（2015年），第91-92页
247. ↑  罗辛斯基（2015年），第84页
248. 1 2  罗辛斯基（2015年），第92-94页
249. ↑  Thomas（1990年），第57页
250. ↑  Bird（1977年），第26-27页